# 葉祥明の作品一覧
葉祥明の作品一覧（ようしょうめいのさくひんいちらん）は、葉祥明による作品・出版物の一覧。著作については、葉祥明本人が著したものと、絵（表紙絵、挿絵など）のみを提供したものがある。また、イラストがデザイン等に採用された商品を紹介する。
※分類は主に葉祥明ネットショップに拠る
※出版情報は主に、WorldCat、国立国会図書館サーチ、2012年原画展の展覧会図録に掲載の出版リスト、または葉祥明美術館発信の情報（ブログ 等）に拠る。

## 著作

### 「白い犬のジェイク」シリーズ
- ぼくのベンチにしろいとり（1981/6/1初版、2016/7/11新装改訂版）[2] 至光社
  - 葉祥明のデビュー作。イギリス・フランス・スウェーデンで出版[3]。
  - 初版出版の10年以上前、ニューヨークでの留学中、葉祥明がある日公園を散歩している時に弱って飛べない鳩を見つけ、その鳩を抱きかかえて公園中をかけずり回り、管理人に手渡して助けた。この絵本はこの時のことが元になっており、ジェイクはいわば“葉祥明の分身”だという[2][3]（なお、この時は友人と一緒で、鳩を抱えた葉祥明の写真が残っているとのこと[4]）。
- ぼくのゆきんこ（1989/1）[5] 至光社
- くんくんきみだあれ（1991/1）至光社
- ジェイクそらをとぶ（1993/11）JALブランドコミュニケーション
  - ※2014/6/5に「ジェイクとかみひこうき」（自由国民社）として改題・再出版[6]。
- JAKE IN ENGLAND（1994/4）[7] YOH MUSEUM 文：葉祥明、写真：葉山祥鼎 ジェイクがイギリスに住むいとこを訪ねる写真絵本。
- ジェイクのむぎわらぼうし（1997/5/1）自由国民社
- 森が海をつくる ジェイクのメッセージ（1997/6/10）[8] 自由国民社
- ジェイクのクリスマス（1997/11/1）[9] 自由国民社
- 空気はだれのもの？（1997/12）自由国民社
  - ※2008/6/10に「空気さん ありがとう！」（自由国民社）として改題・再出版[10]。
- ジェイクと海のなかまたち（1998/12/1）自由国民社
- しあわせってなあに？（2001/11/1）自由国民社
- ジェイクとふうせん（2009/7/1）[11] 自由国民社
- ジェイクからの10のおねがい（2017/12/18）[12][13]戎光祥出版株式会社 ※英文詩「犬の十戒」(原題:10 Commandments of Dog Ownership)をオリジナル訳で絵本化。

### 子育て絵本
- ひとりじゃないよ－21世紀に生まれてくる子どもたちへ－（2000/11/1）[14] 金の星社 編：アムネスティ・インターナショナル日本、絵：葉祥明 “21世紀に生まれてくる子どもたちへ”というテーマのメッセージを集めた本。
- 光の子がおりてきた（2000/12/1）[15] 金の星社 著：ポーラ・フォックス、絵：葉祥明 ダウン症の弟が産まれたポール。弟への嫉妬や不安から弟を無視しつづけるポールだが…。少年が障害児の弟を受入れるまでの心の成長を描く。
- おなかの赤ちゃんとのおしゃべりBOOK（2001/6）PHP研究所 著：森本義晴、絵：葉祥明
- おなかの赤ちゃんにタッチしようよ―“しあわせな出産”を迎えるための胎児からのメッセージ（2003/2/1）PHP研究所 著：森本義晴、絵：葉祥明
- 夢のむこうへ－6人の難病をもつ子どもたち、輝くいのちの物語（2004/7/31）[16]中央法規出版 文：手島悠介、絵：葉祥明。難病の子どもの夢をかなえるボランティア団体「メイク・ア・ウィッシュ」から、6つの輝くいのちの物語。
- ぼくをたすけて―子どもを虐待から守るために（2004/11/25）[17]中央法規出版 著：才村純、絵：葉祥明。子どもの虐待を理解するための基礎知識、一般市民としてできること、子育て不安やイライラへの対処法や考え方を32のQ&Aにまとめた本。著者は厚生省児童家庭局（当時）で児童福祉専門官を務めた児童虐待研究の第一人者の一人。
- ママ聞こえるよ～モーツァルトの調べにのせて～ I can hear you, Mommy（2005/5/1）学習研究社 葉祥明の絵本とモーツァルトのCDがセットの、胎教CDブック。
- おたんじょう おめでとう～いのちの出会いが教えてくれること～[18][19]（2013/5/29）中央法規出版
  - 詩：橋本昌彦、橋本さやか、絵：葉祥明、文：竹内正人、池川明、井上文子、葉祥明 （紹介動画）
  - ※シンガーソングライター橋本昌彦とのコラボレーション。橋本昌彦・さやか夫妻の書いた詩に、葉祥明の絵が添えられた詩画集。
  - 2013/6/8には熊本・阿蘇の葉祥明阿蘇高原絵本美術館[20]（動画）、9/7には東京[21]にて、出版記念トーク＆コンサートも行われた。
  - 中央法規出版 特集サイト「おたんじょう おめでとう」
  - 出版記念イベントの様子（葉祥明オフィシャルブログ）
- ありがとう 愛を! ―ひかりの世界の赤ちゃんからのメッセージ―[22][23][24] （2013/5/22）中央法規出版 赤ちゃんを亡くしたすべてのお母さんへ贈る、癒しの本。
- こどもの日[25]（2014年）人形のウエダ
- ひなまつり[26][27]（2014年）人形のウエダ
- 1さいだもん もっとだいすきがいっぱい（2023/4/6）Gakken 監修：無藤隆、絵：葉祥明他

#### 「おなかの赤ちゃんとお話しようよ」シリーズ
※シリーズ累計27万部突破
- おなかの赤ちゃんとお話ししようよ（2000年）サンマーク出版
  - 出版のいきさつ（株式会社サンマーク出版　常務取締役　高橋 朋宏）2018年6月17日放送
  - 出産を間近に控えた女性たちのあいだで静かなブームを呼び、3万部を突破。およそ40人に1人の妊婦がこの絵本を読んだことになるという。（2000年12月現在）[28]
- 生まれた赤ちゃんとお話ししようよ（2000年）サンマーク出版
- 生んでくれて、ありがとう（2001年）サンマーク出版
- 子どものこころを感じてみようよ（2002年）[29][30] サンマーク出版
- 育ててくれて、ありがとう（2002年）サンマーク出版
- 母になる日（2021年）[31]新日本出版社

### 「はちぞう」シリーズ
- ぼくははちぞう（2000年）[32] 愛育社
- ほしにいのりを（2001年）[32] 愛育社
- （新聞での連載）「朝日小学生新聞」朝日新聞　2009/4/1～2009/9/30（リンク）
  - 「ぼくははちぞう」大型絵本シリーズ　毎週水曜、表紙面に描き下ろしで連載。
- （新聞での連載）「朝日小学生新聞」朝日新聞　2010/4/7～2010/10月（リンク）
  - 「ぼくははちぞう?～ちいさなねがいごと～」大型絵本シリーズ第2弾　毎週水曜、表紙面に描き下ろしで連載。
- はちぞうのぼうけん（2010/4/29、室生あゆみと共著） 朝日学生新聞社　※2009年の「朝日小学生新聞」での連載（リンク）が書籍化[33][34]。
- 音楽劇「はちぞうの不思議な旅」 (はっぴょうかい)（2011/11/30）[35]ドレミ楽譜出版社　編：井出真生、絵：葉祥明　「はちぞう」が繰り広げる冒険物語がミュージカル仕立ての音楽朗読劇に。※おゆうぎ会や発表会のミュージカル用楽譜。

### 心をみつめる絵本
- いつか・あるとき…（1987年初版、2004年第2版）[36] 至光社※この絵本は、葉祥明が「自分の心象風景を表している」と表する、お気に入り作品だという[37]。
- いまも　どこかで…（1988/6/1）[38] 至光社
- リトルブッダ（1996年）[39]佼成出版社
- 宇宙からの声（1997年）[40] 佼成出版社
- ひかりの世界（1997年）[41] 佼成出版社　※第32回造本装幀コンクール展 入賞(1996)[42]　愛する者をなくした人、命の永遠性を信じる人、人生の意味や目的を考えるすべての人の心に「癒し」と「希望」をもたらしてくれるハートウォーミングな一冊 ※愛する人との死別の悲しみを癒す本[43]
- クジラの海（2000年）[44][45] 佼成出版社
- 美しの里（2001年）[46][47]自由国民社　疲れ切った一人の男性が安らぎと、美を通して成長する現代の桃源郷伝説的絵本。　※滋賀県MIHO美術館からの依頼で制作
- オレンジいろのペンギン The story of James（2003/10/1）[48] 佼成出版社　※トリビア：主人公のペンギン“ジェイムズ”のぬいぐるみは、縁あって本当に南極まで旅をした[49]。
  - とべ！ジェイムズ オレンジいろのペンギン（2023/6/27）[48] 佼成出版社　※「オレンジいろのペンギン」第2弾。
- ヒーリング・キャット（2004年）[50]晶文社
- クレストンの青い鳥 ～やすらぎの大地～（2004年）[51][52]自由国民社　アメリカ・コロラド州南にあるクレストンを葉祥明が実際に訪れて、感じたことを風景画絵本として作品化。
- リトル・ツリー[53]（2005/4/1）晶文社　深い森の奥で何百年も何千年も繰り返されてきた生命の物語。また私たち一人一人の物語でもある。葉祥明が亡くなった実姉に捧げる本として書いた[54]。
  - 2010年には、白峰優梨子主宰で、「リトル・ツリー」が朗読ミュージカル「癒しのメッセージ～リトル・ツリー～」となった[55]。
- ASO ～阿蘇、ぼくの心のふるさと～（2005年、詩画集）[56] 佼成出版社
- 水平線の向こうから（2002/6初版 PHP研究所、2009/12/7新版（A4横版）明月堂書店[57][58]）日本のホスピスケア最前線を歩んできた医師、堂園晴彦が、1500人を超える尊い命を看取ってきた経験から描く。
- ひでぼー天使の詩（2010/12）[59][60] 明窓出版　著：橋本理加、絵：葉祥明　北海道札幌市に、生まれつき重度の障害をもって生まれてきて、8才で亡くなったひでぼー。母の理加さんが、ひでぼーが亡くなる直前にテレパシーで伝えてきた詩を出版。
- 海からの風（2011年）[61][62]晶文社
- ドルフィンメッセージ（2014年）[63]自由国民社  ※映画「グラン・ブルー」の主人公のモデルになった、ジャック・マイヨールに捧げた作品。マイヨールとの親交は、葉祥明がかつて東京・銀座にあったイエナ洋書店内で、彼と偶然出会ったことから始まったという。[64][65]
- にじいろのみち（2015/2/24）[66][67] 自由国民社
  - ※KAB熊本朝日放送開局25周年記念特別番組＜きっとある虹色の道プロジェクト＞の一環で行われた葉祥明密着取材。その時に訪れた熊本の数々の場所を未来へのメッセージとして描いた。
- ひろい かわの きしべ（2015年）[68][69]国土社　※スコットランド民謡『広い河の岸辺～The Water Is Wide～』の絵本
- ヒーリング・キャットII オープン・ユア・ハート（2019/8/1）[70]晶文社　2004年刊「ヒーリング・キャット」の第二弾。

#### 作品社 メッセージ絵本シリーズ
- ※文章も葉祥明自身による書き下ろし。全篇英訳付き[71][72]。
- White moon（ホワイトムーン）（2002/12/1）作品社
- White Unicorn（ホワイトユニコーン）（2002/12/1）[72] 作品社
- Blue sky（ブルースカイ）（2003/4/1）作品社
- Blue ocean（ブルーオーシャン）（2003/4/1）[71] 作品社

#### 「幸せのたね」シリーズ
環境保護活動家の高木善之と、葉祥明のコラボレーションシリーズ。
- 何のために生まれてきたの（2003/9）[73]「地球村」出版　著：高木善之、絵：葉祥明、コラボレーション第1弾。
- 幸せになりたい（2003/9）[74]「地球村」出版　著：高木善之、絵：葉祥明、コラボレーション第2弾。
- 幸せのようなもの（2003/9）[75]「地球村」出版　著：高木善之、絵：葉祥明、コラボレーション第3弾。

#### お経から生まれた絵本シリーズ
浄土宗の監修により、葉祥明が「浄土三部経」の世界を描く。
- Call My Name～大丈夫、そばにいるよ～
  - （2009/9/25、ISBN 978-4046216731、角川学芸出版）、（2019/5/23、ISBN 978-4434260308、みらいパブリッシング）
  - 法然上人を開祖とする浄土宗の監修により、葉祥明が「阿弥陀経」を表現[77]。宗祖・法然の800回大遠忌（2011年）の記念事業として制作された。[78][79] 出版時には京都にある浄土宗の総本山・知恩院で絵本の奉納儀式が執り行われ[80][81]、浄土宗主宰で、絵本完成の記者会見も行われた[82][83]。
- For Your Everything ありのままで（2011/3/1）角川学芸出版　浄土宗の監修により、葉祥明が極楽浄土のはじまりを説く「無量寿経」を現代風に創作[84]。
- Imagine and Voice あなたとともに（2011/4/29）角川学芸出版　浄土宗の監修により、葉祥明が極楽浄土と阿弥陀仏をイメージするように勧める「観無量寿経」を元に語りかける[85]。

### 死別の悲しみを癒す本（グリーフケア）
- ひかりの世界 （1997年）愛する者をなくした人、命の永遠性を信じる人、人生の意味や目的を考えるすべての人へ。
- もういちど会える （2001/9）子供を亡くした方へ。
- 水平線の向こうから（2002/6初版、2009/12/7新版)　ホスピスで1500人を超える人の死に立ち会ってきた医師、堂園晴彦が“旅立つ人”と“遺される家族”に対するケアの一助として出版。若い女性が、幼いときに亡くなってしまった母を回想する。
- 再び会う日のために （2005/6）愛する人との死別の悲しみを癒す本。
- 虹の橋 （2007年）ペットを亡くした方へ送る、“虹の橋（Rainbow Bridge）”の絵本。
- ありがとう 愛を! (2013/5/22)　赤ちゃんを亡くしたすべてのお母さんへ贈る本。

### 環境や動物を考える絵本
- はなはどこにいったの…（1990/4）教育画劇　雪がとけて,また春がやってきました。でも野山をうめつくしていた花はどこにいってしまったの?葉祥明が、レイチェル・カーソンの「沈黙の春」をイメージし、環境問題について描いた絵本[86]。
- 森のささやき（1990/8、ISBN 4883382346）出版文化社
- そらのむこうに（1995年）[87]瑞雲舎
- イルカの星（1996年）[88] 佼成出版社　※第7回北海道けんぶち絵本の里大賞(1997)[89]、第31回造本装幀コンクール展日本印刷産業連合会会長賞(1996)[42][90]
- 星空のシロ（1998/7/1）[91] 国土社　著：井上夕香、絵：葉祥明
- 青い地球、病める星（1998/12、ISBN 978-4426768003）自由国民社　著（翻訳）：前田和久、絵：葉祥明
- ジョンのふしぎなたび[92]（1999/12）国土社
- 森におかえり ― フー太郎物語（1999/12）国土社 フクロウの棲める森を探して内戦で荒れたエチオピアを放浪した女性の実話。戦乱や開発で失われた森の大切さ、植樹の必要性を描く。
- エレナとダフニ（2000/6）自由国民社　著：佐草一優、絵：葉祥明、訳：JWC（ジャパンワイルドライフセンター）　野性動物保護活動家の獣医師による絵本。密猟により母を殺された赤ちゃん象のエレナと、野生動物達の孤児院を営むダフニとの、心温まる、実際にあったお話。
- あおいしか―The Story of Holy Bluebuck（2000/11/1）[93][94] 佼成出版社
- 実験犬シロのねがい―捨てないで!傷つけないで!殺さないで! （2001/3/9初版 ISBN 978-4892952432、2012/8/7新版 ISBN 978-4892959042、2020/12/7新装版 ISBN 978-4802401104）[95] ハート出版　著：井上夕香、絵：葉祥明　ある病院の実験犬として脊髄を削られ、手当てもされずに、死を待つばかりだったところを保護された犬、シロの実話を描く本。
- 森の妖精 ティタの旅（2001/8/1）作品社　文：田中章義、絵：葉祥明　妖精ティタの冒険を通じて、森（環境）の大切さと尊さを訴える本。地球環境平和財団・国連環境計画「地球の森プロジェクト」参加絵本。
- 奇跡の樹―よみがえった大フジのおはなし（2002/3）[96] 下野新聞社 絵・文：葉祥明、原作：塚本こなみ（あしかがフラワーパーク園長）　あしかがフラワーパークのシンボルともいえる大藤の移植は不可能と言われていたが…。実話を元にした感動的なお話。
- しろいおおかみ[97][98]（2002/8/1）佼成出版社　ぼくは、一体何のために走りつづけるのか?雪原を走りつづける白い狼は、自らに問います。一日に百キロも走り回ると言われる狼が「走る」という命題を通して、自分の存在の意味を探りあてるまでを描いた、壮大な命の物語。
- ホタルのくる町[99][100]（2002/12）自由国民社　2001年に葉祥明が滋賀県の新旭町に訪れたことがきっかけで描いた作品。
- このすばらしい世界－ロバが語った宇宙飛行士の話（2002/12/20）講談社　著：山口タオ、絵：葉祥明
- 洵作の森―ケニアの大地に（2003/1）ひくまの出版　著：田中章義 、絵：葉祥明　地球の自然体系の破壊を憂いた少年、古賀洵作は事件に遭い自殺。遺志を受け継いだ両親と仲間たちが、サバンナで洵作の夢を実現する壮大な「100万本植樹計画」をスタートさせるまでを描いた、実話をもとにした物語。
- 虹の橋（2007年）[101][102] 佼成出版社　インターネット上で世界中の人に読まれている詩“虹の橋（Rainbow Bridge）”を葉祥明が絵本化。ペットを愛するすべての人に捧げる1冊。　※死別の悲しみを癒す本
- しろくまのピナーク[103][104][105]（2009年）佼成出版社
- 渡り鳥からのメッセージ[106]（2012/3/7）自由国民社　「蕪栗沼・ふゆみずたんぼプロジェクト」（2011年度、総務省「緑の分権改革調査事業」）の一環として葉祥明が取り組んだ絵本。（参考）

### ほんわか絵本
- ほしの　ひかった　よる（1991/6/1）至光社
- てんしって　いるよ（1994/6/1）至光社
- かぜのでんしゃにのって（1995/3初版、2011/9/5新版）絵本塾出版　やすいすえこ：著、葉祥明：絵
- ちいさなサンタさん（1995年）[107]佼成出版社
- 星の王子さま（2008/11/4）ゴマブックス 　著：サン=テグジュペリ、絵：葉祥明、翻訳：浅岡夢二

葉祥明の絵とスピリチュアルな新訳で生まれ変わった「星の王子さま」。葉祥明にとっても思い入れのある「星の王子さま」がついに絵本に。
2017年には豪華版『大活字シリーズ カラー版 星の王子さま』として発売され、葉祥明の絵が鮮やかによみがえった。（ISBN 978-4814668847）
- キツネのフーくんと風の郵便屋さん（2015/10/15）[109] 企画・発行：登龍館、制作・販売：グッドブックス　文：葉山祥鼎、絵：葉祥明。兄弟初のコラボレーション絵本。

#### 「かみさまへのてがみ」シリーズ
- かみさまへのてがみ（1977年初版、1994/7/1新版）[110]サンリオ　編集：エリック マーシャル、スチュアート ハンプル 、訳：谷川 俊太郎、絵：葉祥明
- かみさまへのてがみもっと（1978/6初版、1994/7/1新版）サンリオ　編集：エリック マーシャル、スチュアート ハンプル 、訳：谷川 俊太郎、絵：葉祥明
- かみさまへのあたらしいてがみ（1992/3）サンリオ　編集：エリック マーシャル、スチュアート ハンプル 、訳：谷川 俊太郎、絵：葉祥明
- かみさまへのちいさなてがみ（1992/11）サンリオ　編集：エリック マーシャル、スチュアート ハンプル 、訳：谷川 俊太郎、絵：葉祥明

#### 「こぐまのトムトム」シリーズ
- ※葉祥明の作品には珍しく、水彩ではなく色鉛筆を使用して描かれている[111]。
- こぐまのトムトム ぼくの あき（1987/10、ISBN 978-4323012643）金の星社　2011年に絵本塾出版から再販。
- こぐまのトムトム ぼくのいちにち（2012/2/2、ISBN 978-4904716540）[112][113] 絵本塾出版　全国学校図書館協議会 選定図書。
- こぐまのトムトム ぼくのなつやすみ（2012/4/6、ISBN 978-4904716557）[114][115] 絵本塾出版　全国学校図書館協議会 選定図書
- こぐまのトムトム ぼくのあき（2011/11/7、ISBN 978-4904716564）[111][116] 絵本塾出版　全国学校図書館協議会 選定図書。
- こぐまのトムトム ぼくのふゆやすみ（2011/12/8、ISBN 978-4904716571）[117][118] 絵本塾出版　全国学校図書館協議会 選定図書。

### 社会に向きあう絵本
- ぼくのあおいほし（1989/4）偕成社　1986年のチェルノブイリ原発事故にショックを受け、原発によって死滅する地球を描いた絵本[86][119]。
- あいのほし（1994/5/1）偕成社　「ぼくのあおいほし」の続編[120]。地球再生への願いが込められた絵本。
- 夢につばさを　世界中の子どもたちに（1997年）[121][122]金の星社　著：こやま峰子、絵：葉祥明。遊びたい、勉強がしたい！　それがベトナムの少女トゥイの願い。でも、大事な働き手でもあるトゥイに、そんな時間はありません。世界最大の開発援助団体の一つである、フォスタープラン60周年記念協力出版絵本（収益金の一部によって、フォスタープランを通じて途上国にきれいで安全な水が送られる）。
- ねがいをのぼる太陽に―学校に行かせて（1998/12/3）[123][124] 日本航空文化事業センター　著：こやま峰子、絵：葉祥明、訳：アグネス・チャン、協力：（財）日本ユニセフ協会　バングラデシュで毎日厳しい労働に明け暮れていた少女アムラの生活と、学校に生きたいという願いを描く。この絵本の売り上げの一部は、ユニセフを通じ、バングラデシュの子どもたちの教育に役立てられる。
- 黄色いハンカチを見たら手をかしてください（1999/11）[125] PHP研究所　 文・絵：葉祥明、監修：宇野弘信　見た目にはわからない内部疾患を抱えた人は、困っていても手を貸してもらえないことがたくさんあります。誰もが助け合う 「黄色いハンカチ」運動 を描いた絵本。
- アジアのこころ（1999/12/17、ISBN 978-4426883010）自由国民社　絵・文：葉祥明、英文監訳：日本ユネスコ協会連盟 　平和の文化国際年にあたって、画家・葉祥明がアジアの子どもたちの希望を絵本に託した。
- あの夏の日（2000/7/23）[126][127]自由国民社　長崎に原爆が投下された「あの夏の一日」を、長崎市の協力のもと、葉祥明が平和への祈りを込め、壮烈なタッチで描く。※第6回 平和協同ジャーナリスト基金賞 奨励賞[42]
- おかいものちょっと考えてみて ―フェア・トレードの絵本（2001/10）グローバル・ヴィレッジ、フェアトレードカンパニー　著：ジェローム・ミニー、絵：葉祥明、ナンバン・プロジェクトの子どもたち　インドネシア・バリ島の貧しい物売りの子供たちに出会った著者（当時7歳）が、大人に充分な収入があれば、子どもたちが安心して学校に通える、そのためにフェアトレード商品を開発してチャンスを提供できるのではと、母と話し合う[128]。
- ゴンダールのやさしい光（2001/10/23）自由国民社　みなみ ななみ：著、葉祥明：イラスト、日本国際飢餓対策機構(翻訳)　アフリカ・エチオピアで食糧配布ボランティアに参加した青年のエピソードを絵本化。
- じゆうのつばさ（2001/12）[129][130]国土社　現代のおとなの幼児犯罪・性的虐待へ警鐘を鳴らす一冊。
- 神の子たち―パヤタスに吹く風（2002/3、ISBN 4805821825）中央法規出版　パヤタスに住む人々を描いて世界的な評価を得た四ノ宮浩監督のドキュメンタリー映画「神の子たち」（DVD 2007/10/22、ASIN B000XS5IZQ）を絵本化。2016年には、同じパヤタスを描く新しい本「パヤタスに降る星」が出版された。
- アンネのバラ（2002/5）[131][132][133]出版文化社　「アンネの日記」で知られている少女アンネ・フランクの平和への願いがこめられたバラ（アンネのバラ）を主人公にした話。平和と自由への願いを葉祥明が黄色い美しいバラとともに描いた。収益の一部はホロコースト記念館の平和活動に使われる。
- さとうきび畑（2002/7）二見書房　寺島尚彦作詞・作曲の曲「さとうきび畑」の詩（寺島が第二次世界大戦末期の沖縄戦で戦死した人々が眠る、夏のさとうきび畑を訪れたことから着想）を葉祥明が絵本化。
- 世界の子どもたちに今おきていること（2006年）[134][135] きこ書房　世界の子どもたちにおきている現実を数字と葉祥明の絵を使って表現。ユニセフ60周年記念企画出版。
- 美しい朝に（2011/8/10）[86][136][137]自由国民社　2011年3月の福島原発事故を受けて出版された。事故前（1986年チェルノブイリ原発事故当時）に描いていた絵に、福島原子力発電所の建屋そっくりの黒い建物が描かれていることに気づき驚かされたという[120]。
- あのひのこと（2012年）[138][139]　佼成出版社 「2011年3月11日午後2時46分…。私たちに日本人にとって忘れられない日となったあの日から1年…。一人の少年の姿を通して葉祥明が“あのひのこと”を描きました。」葉祥明が描く東日本大震災。
- パヤタスに降る星～A starry night in payatas～（2016/2/14、ISBN 4805852895）[140][141]中央法規出版　フィリピン・パヤタスのごみ廃棄場で、ごみを拾い生計を立てる子どもたちを描く。この本の収益の一部は、SYD（公益財団法人修養団）を通じて、世界の貧困の中で暮らす子供達のために使われる[142]。
- きみに聞いてほしい～広島に来た大統領～（2016年）[143][144]　徳間書店　2016年5月27日、オバマ大統領（当時）が被爆地である広島で行ったスピーチを葉祥明が絵本に。大統領のスピーチの訳は池上彰。

#### 「地雷ではなく花をください（サニー）」シリーズ
※シリーズ65万部突破
※サニーちゃんとは、難民を助ける会（AAR Japan）のメインキャラクターで、当シリーズの主人公のうさぎ（女の子）。
- 地雷ではなく花をください（1996/9/1）自由国民社　対人地雷の撤去のために、ウサギのサニーちゃんが世界中を飛び回るお話[147]。※日本絵本賞 読者賞(1997)[42]
- 続・地雷ではなく花をください（1997/7/1）自由国民社　サニーちゃん、カンボジアへ。
- 続々・地雷ではなく花をください（1998/9/1）自由国民社　サニーちゃん、ボスニア・ヘルツェゴビナへ。
- ありがとう 地雷ではなく花をください（1999/7/1）自由国民社　サニーちゃん、アフリカのアンゴラやカンボジアなど、世界各地へ。
- 心をこめて 地雷ではなく花をください（2002/5/1）自由国民社　内戦や空爆が終わっても平和になったとはいえないアフガニスタンの現状を、サニーちゃんが報告。
- サニーちゃん、シリアへ行く（2016/8/5）[148][149] 自由国民社　サニーちゃん、シリアへ。

##### 「地雷ではなく花をください」関連書
- 地雷をなくそう―「地雷ではなく花をください」50万読者からの質問（2000/6、ISBN 978-4426892029）自由国民社 著：吹浦忠正、柳瀬房子、長有紀枝、絵：葉祥明
- 地雷に奪われた夢 車椅子がくれた希望（2009/4/21）扶桑社　著：難民を助ける会 、絵：葉祥明
  - 絵本「地雷ではなく花をください」の読者からの疑問や質問・84項目を解説した地雷問題のQ&A本。

##### 「地雷ではなく花をください」関連作品
- 演劇「地雷探知犬ニーナ」劇団マグネットワールド　
  - 劇団の代表が絵本「地雷ではなく花をください」に出会ったことで生まれた作品[150]。

### その他の絵本
- おばあちゃんだいすき（1975/6/1、ISBN 978-4-7834-0071-4）[151] 至光社
- オレンヂ色のコマ（1977/8初版、1989/3新装版）サンリオ　サトウハチロー：著、葉祥明：画。[152]
- あらまあおばさんのかさ（1977年）[153] ＮＨＫサービスセンター　著：矢崎節夫、絵：葉祥明
- すずをならすのはだれ（1978/3、ASIN B000J8QNLS）PHP研究所　安房直子・作、葉祥明・絵。※2008年に復刻改訂版が発刊[154][155]。
- 小さなえんとつそうじ屋さんと作曲家 (詩とメルヘン絵本) （1978/7、ASIN B000J8NF00）サンリオ　著：ギーナ・ルック・ポーケ、絵：葉祥明。
- あめのひのおはなし（フローラル 8）（1978/7初版、ISBN 4323002424）学研 　著：高田敏子、絵：葉祥明
- あめのひのトランペット（1980/3、ISBN 4323002408）[156]金の星社　著：安房直子、絵：葉祥明。
- はなとしゅうでんしゃ（1980/3、ASIN B000J8A1W0） 文研出版　著：あまんきみこ、絵：葉祥明。
- はるかぜのたいこ（1980/11、ISBN 4323002424）[157]金の星社　著：安房直子、絵：葉祥明。
- 地平線―風のメルヘン (メロディーブック)（1980/12、ASIN B000J81ZBQ）講談社
- 旅の絵本―遠い街白い雲（トラベルjoy）（1982/1、ISBN 4635410013）[158] 山と渓谷社
- やまなし（サンリオ名作童話館）（1988/9）サンリオ　著：宮沢賢治、絵：葉祥明
- アンデルセンのメルヘン文庫 第8集（1991/8）アンデルセン・パン生活文化研究所　※「とうもろこし畑の海水浴」著：杉一太郎 、絵：葉祥明
- 風とひょう（1989/11・ウオカーズカンパニー、1998/6・愛育社）
  - ※イタリア・ボローニャ国際児童図書展グラフィック賞受賞(1990)[159][160]
  - ※「ベドウィンの少年が一人で何かを求めて砂漠をさ迷う物語。僕を含め人生を考える全ての人にとっての成長の物語。砂漠という過酷なシチュエーションで、苦しみに耐えて先へ先へ進む人生の通過儀礼、イニシエーションを描いた」[161]
- 窓をあけよう（1995/4）大和書房
- 「心」の子ども文学館 7(今を生きる)（1997/9）日本図書センター  挿し絵：葉祥明
- 静けさの中で―Letter to Mother（1998/4/1）[32] 愛育社　葉祥明が敬愛する天国のマザー・テレサへ贈る心の手紙集。「あなたの存在のおかげで、私の生き方は少し、正しくなりましたよ。」ということを伝えたくて、手紙という形で書いた本を作りました。」「マザー・テレサが、毎朝２０分ひとりで静かに祈る時間をとても大切にしているということを知り、その時間こそマザー・テレサ自身を表すと思い、タイトルにしました」[162]
- 聖フランシスコ アッシジの光（1999/12、ISBN 978-4426883027）[163][164] 自由国民社　葉祥明がNHK「世界・わが心の旅」の取材で2000年に訪れたイタリアの風景を描く。「マリアの宣教者フランシスコ修道会」が4人のフランス人と1人のカナダ人のシスターを熊本に派遣して100年がたったことを記念して創作された絵本。（参考： 葉祥明#TV199902世界わが心の旅 ）
- そばにいるよ―Remember me（2000/2）成星出版　著：かんのゆうこ、絵：葉祥明　幼いころ、大切にしていたもの、あなたは今でも覚えていますか？
- おつきさま（2001/9/1）フレーベル館 　著：やすい すえこ、絵：葉祥明
- 本なんて大っきらい（2001/10/1）[32][165] 愛育社　文：スザンナ・タマーロ、訳：北沢あかね、絵：葉祥明。本が大っきらいだった少年が、ようやく本を友とするようになった理由をユーモラスに描いたイタリア発の愉快な物語。  厚生労働省社会保障審議会推薦作品。
- 奇跡の贈り物－本当の自分に会える（2001/12/1）[32][166] 愛育社
- 大切なともだち Remember me（2001/12）大和出版　著：かんのゆうこ、絵：葉祥明
- もっと好きになるために（2002/4/1、西村由紀江とのコラボレーションCDブック）ケイ・アイ・エム
- でんでんでんしゃがやってくる（2002/7）岩崎書店　著：古舘綾子、絵：葉祥明
- ひろったらっぱ (新美南吉ようねん童話絵本)（2003/8/1）[167] にっけん教育出版社　著：新美南吉、絵：葉祥明
- 0さいだもん (ふれあい親子のほん) （2003/9/2）[168]学研プラス　葉祥明ほか、永田萠、いりやまさとし他、人気のイラストレーターの絵、写真を掲載。
  - 0さいだもん 新版 (ふれあい親子のほん) （2020/9/10）学研プラス　イラスト：葉祥明ほか、いりやまさとし、たかいよしかず、ももろ
- 奇跡をさがして～Poppy's Gift～（2003/10）鳥影社　吉武祥子：著、葉祥明：絵　※2011年に同タイトルのDVDも発売されている。
- 世界は1つの生命からはじまった―サムシング・グレートからの贈り物（2004/9）きこ書房　著：村上和雄、葉祥明
- 地球へのたからもの（2006/11/1）明窓出版　文：語り手しらず、絵：葉祥明
- 10分で読める名作 1年生（2007/4/17）学研マーケティング　いろいろな作者の12作を収録。詩「春夏秋冬のうた」作・絵：葉祥明
- おひさま（2007/8）[169] フレーベル館 やすい すえこ：著、葉祥明：イラスト
- レオ・バスカリアのパラダイスゆき9番バス―「もっと素敵な自分」への出発(たびだち) （2009/8/28）三笠書房　著：レオ・バスカリア、絵：葉祥明、訳：近藤裕
- しあわせな動物園（2014/4/1）[170] 国土社　著：井上夕香、絵：葉祥明
- 立原えりかのグリム童話（2015/3/28）朝日学生新聞社　著：立原えりか　立原えりかが書いた25のお話に、25の有名作家が絵を描いた。「星の銀貨 」絵：祥明
- 花のすきな おおかみ（2020/5/15）新日本出版社　文：きむら ゆういち、絵：葉祥明[171]
- ちいさなジーコ―せかいでいちばんたいせつなもの（2021/7/8）金の星社　文：ひらまつりつこ 、絵：葉祥明[172]

#### 「葉祥明の白い本」シリーズ
“あなたと葉祥明が作る1冊の本”（帯に記載）というコンセプトで、中は絵のみで読者が自分で物語を書いて絵本を完成させる。
- 葉祥明の白い本　Vol.1　夜のメルヘン（1981年）[173] サンリオ
- 葉祥明の白い本　Vol.2　白い花草（1981年）[174] サンリオ
- 葉祥明の白い本　Vol.3　野原の小さな家（1981年）[175] サンリオ
- 葉祥明の白い本　Vol.4　とうめいな黄昏（1981年）[176] サンリオ
- 葉祥明の白い本　Vol.5　青い瞬間（1981年）[177] サンリオ

#### 「はじめてのえほん」シリーズ
- どうぶつだいすき（1983/1）サンリオ
- のりものだいすき（1983/5）サンリオ
- たべものだいすき（1983/9）サンリオ

#### 「feel the Beauty」シリーズ
- 美しいものを見なさい（2006/11/29、ISBN 9784839359133）[178][179] 木耳社　小山美秀子 著、葉祥明 画
- feel the Beauty 美しいものを見なさい（2007/3/1、ISBN 978-4839359188）[180] 木耳社　小山美秀子 著、葉祥明 画
- Feel the beauty 幸せになるのよ！（2007/5/9、ISBN 9784839359195）[181] 木耳社　小山美秀子 著、葉祥明 画
- Feel the beauty 大丈夫、無理しないでね（2007/8/10、ISBN 9784839359201）[182] 木耳社　小山美秀子 著、葉祥明 画
- Feel the beauty 美しいものを見なさい diary（2007/11/29、ISBN 978-4839369224）[183] 木耳社　小山美秀子 著、葉祥明 画
- Feel the beauty この家を、救いの家に（2007/11/29、ISBN 9784839359218）[183] 木耳社　小山美秀子 著、葉祥明 画

### Web絵本
「ザ・ストーリーゲート」（運営：so-netエンタテイメント→ヒーローガレージ）
- ※1997年スタートのWeb絵本サイト。有料（月額525円）だった。2018/12月現在は、閉鎖され閲覧できない。
- 「お月さま」（グリム童話）文：有澤由美子、絵：葉祥明
- 「奇跡の贈り物－真実の自分に会える－」（オリジナル）文・絵：葉祥明

### ことば＆詩集
- 風恋花（1979/9、ASIN B000J8DRHQ）PHP研究所　著：イソ・ヒロミ 、絵：葉祥明
- 詩集・小さな灯（1981）[185] 燎原社　著：田中厚次郎 、絵：葉祥明
- 朝の雨　詩集（1982/4、ASIN B000J7LMZQ）サンリオ
- 秋琴花　愛の詩集（1982/10、ASIN B000J7JV6S）PHP研究所　著：イソ・ヒロミ 、絵：葉祥明
- 立原えりか詩のアルバム（4）木のあいさつ（1985/1）太平出版社 著：立原えりか、絵：葉祥明
- 101人のかみさま（1985/12、ISBN 4652061013）理論社　編著：灰谷健次郎、絵：葉祥明
  - 101人のかみさま（復刻版、2002/7、ISBN 4652061013）理論社　編著：灰谷健次郎、絵：葉祥明
- Little angel（1997/12/1、ISBN 978-4750000169）[186] 葉祥明美術館
- 風にきいてごらん―こころの船を漕ぎだすために（1999/12、ISBN 978-4479670278）[187]大和書房
- 虹をわたろう―真実の自分に出会うために（2000/10/1、ISBN 4479670335）[187]大和書房
- 流奈詩集―あなたの幸せがみんなを幸せにする（2000/10）大和出版　著：日木流奈、絵：葉祥明
- 宇宙(そら)の愛地球(ほし)の夢（2001/1）踏青社　著：星乃ミミナ、絵：葉祥明
- もういちど会える（2001/9、ISBN 978-4479670414）[188]大和書房　あの日思いがけなく、とつぜんの別れがやって来た。そして気持ちも時間も、そのときから止まったまま…。愛する子どもをなくした人へ、ふかい悲しみを癒すグリーフ・ブック。英文併記 ※愛する人との死別の悲しみを癒す本[43]
- 幸福を生きる―人生の意義を問う40の贈り物（2001/12/1）ビジネス社　人生、経済、ライフスタイル…現代人に贈る人生の生き方。
- 幸せのたね袋―この指とまれ（2002/3、ISBN 978-4072341469）主婦の友社　著：竹上寂照、絵：葉祥明　※出版情報は、2012年原画展図録より。
- Re*Member （リ・メンバー）心の中にある大切なこと思い出そうよ （2002/9/26）[189] リ・メンバー出版　リ・メンバー出版が発行していた情報誌「リ・メンバー」の葉祥明の連載「ワールドインザライト」から厳選された詩と写真。
- もしそれがわたしだったら－24の反戦詩集（2003/8）自由国民社　編：赤木かん子、絵：葉祥明
- 素直な疑問符―吉野弘詩集（2004/1/1）理論社　著：吉野弘、選・著：水内喜久雄、絵：葉祥明
- しあわせことばのレシピ（2005/12）日本標準　一人一人の女性が「もっとしあわせになるために」。葉祥明が贈る言葉の世界。※姉妹作品に「しあわせ家族の魔法の言葉」あり[190]。
- WORDS AND VERSE - 自分をみつけたい人へ（2006年）葉山産業 　「希望とは、必ず良くなる。夢は叶う。奇跡だって起こる。そう信じること。」
- 母親というものは（2006/4/19）[191][192]学習研究社　近すぎていえない母への言葉…。それぞれに思っている“ありがとう”の気持ちが込められた1冊。
  - ※リリー・フランキー著の小説「東京タワー」に、本書に収録の詩《母親というものは》が引用されている[193]。
  - ※「母親というものは」の詩が、歌手橋本昌彦により、「母親というものは　父親というものは」 という曲になっている（詩「母親というものは」葉祥明、詩「父親の気持ち」葉山祥鼎、編詩・作曲・歌：橋本昌彦、2015年1月発表）[194][195]。
- しあわせ家族の魔法の言葉（2007/3/1）[190][196] 日本標準　※「しあわせことばのレシピ」の姉妹作品[190]。
- 一編の詩があなたを強く抱きしめる時がある（2007/3）PHP研究所　編集：水内喜久雄　葉祥明ほか、糸井重里、立原えりか、すずきゆかり、など計50編の詩を掲載。生きることがつらくなったり、自分自身を支えきれなくなった時、ここにある一編の詩を読んでください。
- 奇跡を起こすふれあい言葉（2008/2/1）[197] 日本標準　「しあわせことばのレシピ」「しあわせ家族の魔法の言葉」に続く作品。
- 小鳥のように―霧島葵詩集（銀鈴ポエム叢書）（2009/3）銀の鈴社　著：霧島葵、絵：葉祥明
- ホワイトウルフの教え（2009/8/8）[198][199][200] ハート出版　アメリカ・インディアンのスピリットである“ホワイトウルフ”からもたらされたメッセージを、葉祥明が編纂。使用されている写真は　葉祥明の撮影によるもの。
- 堅香子の花～第二歌集～（2010/3）[201] 椎野企画　作：遠山賀代子（非売品）　※装丁画：葉祥明作「アッシジの光」で使用された作品の一部を、トリミングして引用。
- しあわせの法則（2011/4/1）[202][203]日本標準
- 続・一編の詩があなたを強く抱きしめる時がある（2011/7/26）PHP研究所　編集：水内喜久雄　葉祥明ほか、さくらももこ、森山良子、福山雅治、永六輔、まど・みちお、折原みと、平原綾香、谷川俊太郎、ビートたけし、など計50編の詩を掲載。悲しみや痛み、涙に寄り添い、心をあたためてくれる一編の詩。
- 怒らない～幸せな人生のために～（2015/9/1）[204][205]日本標準　人間として誰もが持っている“怒り”を“生命エネルギー”と解釈した葉祥明。  どう怒りと向き合い、より幸せに生きる方向に持って行くのか。
  - ※タイトルから、これまでの「無理しない」「気にしない」の“ないシリーズ”と同様の印象だが、  「幸せに生きる100の智恵」と同じ判型で、コンセプトとしてもそちらに近い内容、という。
- 幸せに生きる100の智恵（2014/9/10）[206][207]日本標準　1～100番までナンバリングされた、葉祥明書き下ろしの“珠玉の智恵”。
- 17歳に贈る人生哲学（2015/5/22）[208][209][210]PHP研究所　葉祥明が、特に10代の若い人たちに向けて「人生という大海へ船出する時に持っていってほしい本」として、書き下ろした。
- 幸せは日々の中に（2016/10/25）[211][212]日本標準　「幸せは、なんでもないこの日常。幸せは、変わりないこの日々。」葉祥明
- 許そう。（2018/11）[213]日本標準　許せないとの気持ちを持ち続けているあなたへ。あなたに苦しみや悲しみをもたらした相手であっても許そう。許すことはあなた自身のためなんだ。こだわりから自由になって、許しておしまいにし、新しい人生を歩み出そう。

#### ジュニア・ポエム双書
教育出版センター →銀の鈴社 出版の少年詩シリーズ。
- 野のまつり（1978/2、ASIN B000J8RTYI）[215]教育出版センター　著：新川和江、絵：葉祥明
- 星空の旅人（1988/12）[216] 銀の鈴社　著：星乃ミミナ、絵：葉祥明　日本図書館協会選定　全国学校図書館協議会選定　日本子どもの本研究会選定
- ありがとう そよ風（1989/6/1）銀の鈴社
- 朝の頌歌(ほめうた)―大岡信詩集（1989/12）　銀の鈴社　著：大岡信、絵：葉祥明　日本図書館協会選定　全国学校図書館協議会選定　学校図書館ブッククラブ選定　日本子どもの本研究会選定　秋田県選定図書
- こころインデックス―藤川こうのすけ詩集（1993/9/1、教育出版センター）（2006/2/1、銀の鈴社）　著：藤川こうのすけ、絵：葉祥明
- 風をください―新谷智恵子詩集（1995/4/1）教育出版センター　著：新谷智恵子、絵：葉祥明
- ただ今受信中（1998/8）[217] 銀の鈴社　著：加藤丈夫、絵：葉祥明　日本図書館協会選定　全国学校図書館協議会選定
- 木の声 水の声―西田純詩集（2002/9）銀の鈴社　著：西田純、絵：葉祥明
- まっすぐ空へ―すずきゆかり詩集（2002/7/1）銀の鈴社　著：すずきゆかり、絵：葉祥明
- 五月の空のように―みずかみさやか詩集（2016/12/25）　著：みずかみさやか、絵：葉祥明
- 空の日（2018/3/20）銀の鈴社　著：林佐知子、絵：葉祥明
- ここに（2019/3/22）銀の鈴社　著：壱岐 梢、絵：葉祥明
- ルリビタキ（2023/4/1）銀の鈴社　著：大迫弘和、絵：葉祥明

#### 「～ない」シリーズ
- 無理しない（2008/08/10）[218][219]日本標準　「無理をしない」というテーマにしぼって、書き下ろした＜言葉＞の数々。
- 気にしない（2009/09/10）[220][221]日本標準　「気にしない。誰かのひと言。気にしない。その人だって、何気なくふと言っただけ。」言葉や行間に託された、優しくも力強いメッセージ。
- 急がない（2010/02/20）[222][223]日本標準　急ぐのではなく、“待つ”ということの意味を教えてくれるユニークな本。
- 比べない（2010/05/10）[224][225]日本標準　何かと“比べる”ことで、自分の立ち位置を見出し、安心を求めてしまう現代人へのメッセージ。「比べない生き方」のススメ。
- いのちあきらめない（2010/10/15）[226][227]日本標準　生きることをあきらめない、生きることだけはあきらめない。絵本作家、葉祥明からの’いのち’のメッセージ。
- こだわらない（2017/12/15）[228]日本標準　こだわりを捨てて　自由になろう！晴れ晴れとした気分でこの日々を生きよう！

#### 「三行の智恵」シリーズ
- 三行の智恵-生き方について（2009/12/10）[229][230] 日本標準　葉祥明が、「生き方について」わずか「三行」という新しい表現方法で、智恵を書き下ろす。
- 三行の智恵-人との関わり方(2010/1/1)[231][232]日本標準　「誠実さや正直さは 時として不利益をもたらすが、それでもその価値は揺るがない。」「どんな人であれ  必ずどこかで誰かが見守ってくれている。」
- 三行の知恵-心の平和のために（2010/6/20）[233][234]日本標準　気にしない。苦にしない。悩まない－。社会の中で人とどう接するか。そして、自分自身の心が平和であるにはどうしたらいいか。
- 三行の智恵-人として生きる（2010/8/5）[235][236]日本標準　許しなさい。受け容れなさい。自分のためにも。あなたが真に敬うべきはあなた自身。

#### 「ことばの花束」シリーズ
- ことばの花束（2003/10/1）[237]日本標準　絵本作家 葉祥明が女性に向けて贈るはじめてのことば集。
- ことばの花束2 幸せになるために（2003/12/1）[237][238]日本標準
- ことばの花束3 この気持ち、なんだろう…（2003/12/1）[237]日本標準
- ことばの花束(3巻セット)―3つのブーケ（2004/1）[237]日本標準　※ことばの花束1～3の3巻セット、ケース付き。

### 詩画集
- わたしはとても悲しかった―リルケ詩集（1977年、ISBN 978-0039277017）[239] サンリオ　著：ライナー・マリーア・リルケ 、訳：飯吉光夫、絵：葉祥明
- 遠い日の夢(1979/3、ASIN B000J8IXE8）[239]サンリオ  ミニ詩画集。葉祥明自身の詩と絵を掲載。
- あなたも詩人―詩をよむたのしみ、詩をかくたのしみ―(1979/10/5、ASIN B000J8DRTO）[240]サンリオ  文：辻信太郎、絵：葉祥明。サンリオの創業者・社長の辻信太郎が「これから詩をはじめる人」に向けて詩人の作品10編を選び、それぞれの詩の世界を解説。
- 夢みたものは…―立原道造詩集（1980/5、ASIN B000J88PJQ）[239][239] サンリオ　著：立原道造、絵：葉祥明
- 美しい船（1980/6、ASIN B000J86QQA）サンリオ　著：安浪雄嗣、絵：葉祥明
- 風のように（1982/5、ASIN B000J7LNLE）サンリオ
- 孤独　LA SOLITUDE（1982/6、ASIN B000J7O9UQ）PHP研究所
- 手紙―ヘッセ詩集（1983/12、ASIN B000J79EHE）[239] サンリオ　著：ヘルマン・ヘッセ、訳：飯吉光夫 ：訳、絵：葉祥明
- 耳に貝をあてると海の音（1985/12、ISBN 978-4652061022）理論社　編：鹿島和夫、絵：葉祥明　神戸市の小学校教諭であった鹿島和夫が1年生児童の詩をまとめたもの。[241]
- 小さなわたしたち…（1986/6）女子パウロ会　詩・絵：葉祥明
- 小さな庭（1994/10初版、2006/2新版）[242] 銀の鈴社　詩・絵：葉祥明
- やさしさの引力（1998/6/10）中央法規出版　詩：松兼功、絵：葉祥明　障害を持つ作家である松兼功が詩を担当。障害を持った人と持たない人が歩み寄れたら…という願いから作られた。
- 朝の光の中で―St.FRANCIS OF ASSISI （1999/3/1、ISBN 978-4750000473）[32][163] 愛育社
  - 12世紀のイタリア・アッシジに生きた聖フランチェスコ。彼の故郷アッシジへの旅を通して、心に響いた言葉と、中世の面影を残すイタリア・ウンブリア地方の美しい田園風景を描いた詩画集。
  - 葉祥明がNHK「世界わが心の旅」の取材で2000年に訪れたイタリアの風景を描く。（参考： 葉祥明#TV199902世界わが心の旅 ）
- Luna ルナ (1999/12月)[243][244]英治出版　絵：葉祥明　文：日木流奈。脳障害というハンディキャップを持つ日木流奈君からの暖かい励ましや癒しに溢れた、「大丈夫エネルギー」を伝えるメッセージ本。
- Furano Holy Hill(2001/8)[245][246]　Office Furano 　富良野を舞台にした詩画集。関連するポストカードやCD（音楽：浜田均）も作られた。
- LYRICS　永遠の童心（2002/6）[32] 愛育社　絵：葉祥明、詩：住吉慶子
- わたしにふれてください（2004/9）[247] 大和出版　著：フィリス・K. デイヴィス、絵：葉祥明
- 私の、甘く悲しい一日（2006/08）新風舎　絵：葉祥明　文：前しおん　くるくると表情が変わる海。波音が、きもちが伝わってくる。湘南発の五行歌。
- 雲のゆくおるがん（2012/5/28）[248][249][250] 鎌倉春秋社　詩：今道友信、絵：葉祥明　前著「人生の贈り物-四つの物語-」で、今道友信の著作に挿絵を描いた葉祥明が、今作では、その今道友信が長年温めていた詩の数々に葉祥明が感動し「是非、多くの人に読んでもらいたい！」と詩画集を作成。
- こころ菌（2017/3/6）春秋社　著：久保克児、絵：葉祥明
- ある日 人は 鳥になる。（2018/2/27）春秋社　著：久保克児、絵：葉祥明
- Life is......人生を彩る幸福のエッセンス（2018/9/10、ISBN 978-4805857489）[251][252][253] 中央法規出版 
  - ※介護専門誌「おはよう21」で連載中の「Life is……」を、愛、幸福、命の3章で再編成。　
  - ※AR技術を活用した朗読音声が付属（朗読は声優・細谷佳正）[254]
  - ※ラジハピ 動画 「Life is…… 人生を彩る幸福のエッセンス」葉祥明・・・葉祥明美術館 館長 堀内さんによる解説（2018/9/29）
- 枯葉の囁き（2019/9/1、ISBN 978-4774007915）かまくら春秋社　著・翻訳：南智子、絵：葉祥明
- Heart is…… ―心にひびく癒しの調べ（2021/6/24、ISBN 978-4805883426）[255] 中央法規出版
- しあわせの小径（2022/3/29、ISBN 978-4820807247） 日本標準 葉祥明画業50年記念出版。北鎌倉葉祥明美術館を描いた初の詩画集。
- DARK BLUE そして、光へ（2022/12/13、ISBN 978-4820807322） 日本標準 葉祥明画業50年記念出版。濃い、深い青の世界の「大人の絵本」。

#### Words & verseシリーズ
- 心に響く声(Words & verse) （1997/9/1）[32][256] 愛育社　胸を打つ言葉と心あたたまる絵で綴る、葉祥明からのハートフルメッセージ。
- 心に響く言葉 (Words & verse) （1998/11/1）[32] 愛育社
- 心に響く祈り (Words & verse) （2000/4）[32] 愛育社
- 再び会う日のために(Words & verse) （2005/6、ISBN 978-4750002279）[32][257][258] 愛育社　愛する人へ…よろこびを、幸せを、やさしさをありがとう。死とは、人生とは、生きるとは…。懸命に生きるあなたへ葉祥明の温かいまなざしで綴られる祈りの詩(うた)。　※愛する人との死別の悲しみを癒す本[43]

#### 「詩を読み返す」シリーズ
- 世界の名詩を読みかえす（2002/12/10）[259][260] いそっぷ社　ヘッセ、ハイネ、ケストナー、ボードレール、ホイットマン等の名詩4545編を収録。訳・解説：飯吉 光夫、絵：葉祥明ほか。
- 日本の名詩を読みかえす（2004/10/15)[261] いそっぷ社　北原白秋、中原中也、草野心平などの詩を収録。表紙絵と挿絵の一部に葉祥明の作品を使用。
- 世界の恋愛詩を読みかえす（2013/10/15）[262][263][264][265] いそっぷ社　ゲーテ、ハイネ、ケストナー他11人の49編の詩。訳・解説：飯吉光夫、絵：葉祥明ほか。

#### Message of lifeシリーズ
- Message of life 今日という日…（2005/11）葉祥明美術館
- Message of life やすらぎ…（2005/11）葉祥明美術館
- Message of life やさしい気持ち…（2005/11）千趣会、葉祥明美術館
- Message of life 愛と幸せ（2005/11）千趣会、葉祥明美術館
- Message of life 夢に向かって（2005/11）葉祥明美術館
- Message of life 自分らしく（2005/11）葉祥明美術館

#### メッセージブック
- 明日に向かって～For your happiness～（2008/07/01）[266] 学研ステイフル　しおり付き。【励まし／応援】というコンセプトに添って作られた前向きになれる言葉
- On Your Birthday～お誕生日を迎えるあなたへ～（2008/07/01）[267] 学研ステイフル　しおり付き。【誕生日お祝い】
- Thank you for my family～大切な家族へ～（2009/07/01）[267][268] 学研ステイフル　しおり付き。【ありがとう・家族へ】

### 画集
- 風の旅人―葉祥明画集 (1980/5、ASIN B000J88JGU）サンリオ
- 少年 : 故郷の風の詩　葉祥明画集（1980/12、ASIN B000J88JGU）サンリオ
- CONCERTO（コンセルト）ー風の協奏曲　葉祥明メルヘン画集（1981/12、ASIN B000J7MXJK）学習研究社
- セゾン―季節のなかで　葉祥明メルヘン画集（1981/12、ISBN 978-4050044962）学習研究社
- 星の招待状　葉祥明画集（1982/11、ASIN B000J7ELKO）サンリオ
- De-Ja-Vu　風の追憶　葉祥明画集（1985/10、ISBN 978-4387851479）サンリオ
- Compass point : poetical scenery of imagination 葉祥明画集（1988/8、ISBN 4387881364）サンリオ
- 蒼い地平線 葉祥明自選複製画集（1988/12、ISBN 978-4387883302）サンリオ
- One day  ワンディ 葉祥明CD画集（1990/5、ISBN 4387900652）サンリオ  ギターの詩人吉川忠英のアコースティックサウンドと葉祥明のニューランドスケープが奏でるロマンティックシンフォニー。
- ノスタルジア 葉祥明自選複製画集（1990/9、ISBN 4387901977）サンリオ
- Heart&Art―葉祥明作品集（1998/6、ISBN 978-4750000312）愛育社　世界・地球、広大な自然の中の命のいとなみをやさしく描く葉祥明の世界を堪能できる作品集。その基盤となる貴重なデッサンも併せて収録。
- 野のしらべ―世界の自然詩人のうた 葉祥明画集（1999/4/1、ISBN 4387981016）サンリオ シュトルム、ヘッセ、パステルナーク、ゲーテなど、古典的な詩人の作品の中から、書かれた情景や気分が豊かにイメージできるものを選び、葉祥明が詩情あふれる風景画を添える。1989年刊の再刊。
- 風の音―世界の自然詩人のうた 葉祥明画集（1999/4、ISBN 978-4387981008）サンリオ E・ディキンスン、ハーディ、タゴール、アポリネールなど、自然を愛した世界の詩人の古典的作品に、葉祥明がやさしい風景画をのせる。1992年刊の再刊
- 世界でいちばん美しい島－Prince Edward Island 葉祥明画集（1999/11、ISBN 978-4387981022）サンリオ 　葉祥明が「赤毛のアン」の島、プリンス・エドワード島を描く。
- トスカーナの祈り―イタリア、光と風の旅 葉祥明画集（2000/12/1、ISBN 978-4387001256）[163][269]サンリオ 　葉祥明が描くきらめくイタリア―待望の描き下ろし画集!1998年「世界わが心の旅」(NHK)で辿った風景を描く。（参考： 葉祥明#TV199902世界わが心の旅 ）
- 葉祥明美術館：A spiritual quest（2002/3/1、ISBN 978-4878934490）作品社　画業30年の集大成となる、絵本作家・葉祥明、初の本格画集。大空と大地が織り成す悠久の美、深遠なる精神世界へのアーティフィシャルな旅。多くの油絵作品とデッサンを収録。著者自身による解説を付す。
- ソナチネ 立原道造によせて―葉祥明画集[242]（2002/11、ISBN 978-4387021179）サンリオ
- The art of Shomei Yoh（2010/09/24）[270][271]　アートプリントジャパン　2012年には“画業40周年”を迎える“画家 葉祥明”が描いてきた作品をジャンル分けし、  それぞれのカテゴリーにおける代表的な作品を掲載。

### エッセイ
- 地平線の素描帖（1982/4、ASIN B000J7Q43Q）PHP研究所 ※1997年に「地平線の彼方」として復刻。
- 地平線の彼方（1997/8/1、ISBN 978-4750000145）[272] 愛育社　葉祥明が30代に一気に書き上げたエッセイ。精神的根源をつづった1冊。　※「地平線の素描帖」(1982年刊)の新装復刻版。
- 僕と風との対話（2005/09、ISBN 978-4333021604）佼成出版社　少年期と創作のエピソード、そして自然・平和・いのち…透明な世界を通して、優しさを描いてきた創作絵本作家・葉祥明の軌跡がここに。書き下ろし自伝エッセイ。

### 写真集
- 自転車の詩　Bicycle Songs（1981/3、ASIN B000J80IZA）サンリオ　葉祥明がニューヨーク等の自転車の写真を撮影した写真集。
- 風が生まれる場所 ミニ写真集&ポストカードブック（2001/2/1、ISBN 978-4-387-00164-5）サンリオ　写真：葉祥明
- グレートマザー・ランド（2005/8）学習研究社　写真詩集。詩：葉祥明、写真：葉山祥鼎、兄弟による合作[273]。
- LIFE～生きる…～（2007/7/1）愛育社　写真ことば集。葉祥明の撮影による海外の写真も掲載した、心ふるえるスピリチュアル・メッセージ集。「人生って何でしょう？　生きるってどういうことでしょう、そして生命とは……？」[274]

### 読み聞かせ英語絵本
- きいてごらん : SONGS TO LISTEN TO（1977/6）[275]TBSブリタニカ
- えいごでうたおう ふしぎのくにのマザーグース（1992年、ISBN 978-4387922292）サンリオ　※CDセット[276]
- 「ジェイク」シリーズ
  - 夢みるジェイク～JAKE'S DREAM～（2015/12/10）[277] Jリサーチ出版　※大判、ミニ本（朗読CD付き）の2種類あり
  - 海辺のジェイク～JAKE'S BEACH～（2016/1/10）[278] Jリサーチ出版　※大判、ミニ本（朗読CD付き）の2種類あり
  - 星空のジェイク～JAKE'S STAR～（2016/3/10）[279] Jリサーチ出版　※大判、ミニ本（朗読CD付き）の2種類あり
  - ※「夢みるジェイク」「海辺のジェイク」「星空のジェイク」の3冊は、オーディオブック「FeBe!（フィービー）」でも発売。巻末特典として“葉祥明のインタビュー”（3作品とも同じ）が収録[280]。
- 星の王子さま～The Little Prince～（2016/10/25）[281] Jリサーチ出版　※大判、ミニ本（朗読CD付き）の2種類あり
- 赤毛のアン～Anne of Green Gables～（2016/12/9）[282]Jリサーチ出版　※大判、ミニ本CD付きの2種類あり
  - 絵本出版の縁で、葉祥明は2017/5月～公開の映画「赤毛のアン」のプロモーションに参加し、主演のアン役のエラ・バレンタイン、原作者モンゴメリーの孫、ケイト・マクドナルド・バトラーと会う[283]。
    - 映画 赤毛のアン　特設ページ（Jリサーチ出版）
      - 映画『赤毛のアン』インタビュー映像(主演：エラ・バレンタイン) 【Ｊリサーチ出版】

    - 毎日新聞 2017年4月20日 映画「赤毛のアン」の広告に葉祥明のコメント掲載[284]。
- ピーターパンとウェンディ～Peter and Wendy～（2017/9/25）[285]Jリサーチ出版　※大判、ミニ本CD付きの2種類あり
- いっしょにうたおう♪マザーグースのうた(1)（2018/8/10、えいごのうた絵本）[286][287]Jリサーチ出版
- いっしょにうたおう♪マザーグースのうた(2)遊びうた編（2019/10/22、えいごのうた絵本）[288][289]Jリサーチ出版
- いっしょにうたおう♪マザーグースのうた(3)リズム編（2020/12/10、えいごのうた絵本）[290][291]Jリサーチ出版

#### セット商品
- ジェイクの物語 ～JAKE’S STORY ～3冊セットBOX（2016/10/22）[292]Jリサーチ出版
- 葉祥明の 世界の名作 英語絵本 3冊セットBOX（2021/11/18）[293]Jリサーチ出版
  - ミニ版CD付 葉祥明の 世界の名作 英語絵本 3冊セットBOX（2021/11/18）[294]Jリサーチ出版

### 講演録
- 冊子「想いは美しい光となって」（1997/5）アムネスティ・インターナショナル日本支部 新潟
  - 1995/6/18に開催された講演会「私とアムネスティ」での葉祥明の話をまとめたもの。葉祥明の制作の原点や、思想を伝える[295]。

### ムック本
- 幸せへの道案内人 葉 祥明の世界（2022/3/29、ISBN 978-4434302947）でくのぼう出版
  - 葉祥明画業50年記念出版として、これまで出版してきた絵本、雑誌などのインタビュー記事を通してみえてくる“葉祥明の世界”を7つの視点で解説・紐解く。ムック型・A4変型判の80ページにわたるカラーの作品紹介と、葉祥明の魅力溢れるインタビューや半生の年譜等を収録。美術館監修の原画展・著作リストまでを収録した永久保存版。

## 展覧会図録

### 葉祥明原画展の図録
- 「葉 祥明展」展覧会図録（2002/4）編集：熊本県立美術館・葉祥明美術館、発行：葉 祥明展実行委員会[296]
  - 会期：2002/4/9～5/12、会場：熊本県立美術館本館、年譜・ブックリストあり
- 「葉祥明展 ―地平線の彼方へ― 画業40周年記念」（2012/4）熊本市現代美術館[297][298][299]
  - 会期：2012/4/7～6/17、会場：熊本市現代美術館[300]
  - 絵本作家、葉祥明の画業40周年を記念して、約300冊の絵本の中から代表作の原画をはじめ、250点を紹介した展覧会の図録。
- 「Yoh Shomei 詩とメルヘンの世界」（2023/6）発行：北鎌倉 葉祥明美術館[301]
  - 会期：203/6/10～8/4、会場：北鎌倉 葉祥明美術館
  - 企画展「見る人をしあわせに…YOH Shomei 詩とメルヘンの世界 いちごえほん も」の開催にあたり作成された図録。

### それ以外の展覧会の図録
- 「やなせたかしと『詩とメルヘン』のなかまたち」（2013/4）
  - 「やなせたかしと『詩とメルヘン』のなかまたち」展の、同名の画集兼解説本。他の作家と共に、葉祥明の絵・解説も掲載[302]。
  - 「北海道立旭川美術館」「岐阜県美術館」「詩とメルヘン絵本館」での巡回展（やなせたかしと、他の絵本作家14名による展示）。
- 第20回「NHKハート展」図録（2015/5）
  - 障害のある人がつづった詩に著名人やアーティスト（総勢50名）がボランティアで「ハート」をモチーフに作品を描く、という展覧会。全国17カ所を巡回[303]。図録に葉祥明の作品も掲載[304]。

## 雑誌

### 特集
- 雑誌「詩とメルヘン」葉祥明の世界　1981年3月臨時増刊号 通巻99号（1981/3）[305] サンリオ　原画ポスター4枚付き
- 雑誌「詩とメルヘン」葉祥明の世界 -Invitation to the YOH'S WORLD- 1990年8月臨時増刊号 通巻228号（1990/8）[306] サンリオ

### 掲載
- 雑誌「絵本とおはなし」偕成社
  - 1979年創刊の月刊誌、1983年に「MOE」と改称[307]。
  - 葉祥明は1983年6月号、1983年8月号等に寄稿[308]。
- 月刊「ねこ新聞」
  - 2007年3月号　表紙に絵本「ヒーリング・キャット」より掲載[309]
  - 2012年7月号　絵本「ヒーリング・キャット」より掲載[310]
- 雑誌「詩とファンタジー」かまくら春秋社
  - ※「詩とメルヘン」の事実上の復刊誌。2018年4月5日発売の37号にて定期刊行を終了、その後は別冊として不定期刊行になる。
  - 2007年秋天号　創刊号　2007年 12月号（2007/10/19）[311][312]
    - 詩とイラストレーション

  - 2008年冬灯号　No.2　2008年 03月号（2008/1/19）[313]
    - 「線のひきかた」詩：君島七樹　絵：葉祥明[314]

  - 2008年夏草号　No.4　2008年 09月号（2008/7/19）[315]
    - 「しずく」文：吉田加南子、絵：葉祥明[316]

  - 2009年冬帽号　No.6　2009年 03月号（2009/1/19）[317]
    - 「花いちもんめ」文：佐々木貴子、絵：葉祥明[318]

  - 2009年夏空号　No.8　2009年 09月号（2009/7/18）[319]
    - 「リコーダー」文：みやもとおとめ、絵：葉祥明[320]

  - 2010年冬唄号　No.10　2010年 03月号（2010/1/19）[321]
    - 「拝啓」文：いとう ちーこ、絵：葉祥明[322]

  - 2010年夏波号　No.1２　2010年 09月号（2010/7/17）[323]
    - 「田舎の海をみせたい」文：鳥羽亮子、絵：葉祥明[324]

  - 2011年夏眺号　No.15　2011年 09月号（2011/7/19）[325]
    - 「とべたよ」文：延永治子、絵：葉祥明[326]

  - 2013年冬愛号　No.21　2013年 03月号（2013/1/19）[327]
    - 特集　やなせたかしと5人の詩人　詩：やなせたかし　絵：黒井健／北見隆／葉祥明／東逸子／味戸ケイコ

  - 2015年冬実号　No.29　2015年 03月号（2015/1/19）[328]
    - 詩とイラストレーション
- 「ゆとり散歩」（「阪神みどり会」（阪神百貨店友の会）会報）　葉祥明のイラスト採用
  - 平成20年夏号（2008/4）「ジェイクと空気の精」[329]
  - 平成20年秋・冬号（2008/9）「夜のファンタジー」[330]
  - 平成21年春・夏号（2009/3月告知）「ジェイクと青い蝶」[331]
  - 平成21年秋・冬号（2009/9月告知）「秋のお便り」[332]
  - 平成22年春・夏号（2010/4月告知）「ジェイクとレイナ」[333]
  - 平成22年秋・冬号（2010/9月告知）「ジェイクのそり遊び」[334]
  - 平成23年秋・冬号（2011/10月告知）「ジェイクのそり遊び」[335]
  - 平成24年春・夏号（2012/3月告知）[336]
  - 平成24年秋・冬号（2012/10月告知）「海を眺めるジェイク」[337]
  - 平成25年春号（2013/3月告知）絵本「森が海をつくる」より[338]
  - 2013年4月 阪神みどり会「入会のご案内」パンフの表紙絵にジェイクが使用（絵本「ジェイクとふうせん」から）[339]。
  - 2013年7月 阪神みどり会「優待施設のご案内」（2013年版）パンフの表紙絵にジェイクが使用（絵本「ジェイクとふうせん」から）[340]。
  - 平成25年夏号（2013/7月告知）※絵本「くんくんきみだあれ」より[341]
  - 平成25年秋・冬号（2013/12月告知）[342]
  - 平成26年春号（2014/4月告知）[343]
  - 2014年4月 阪神みどり会「優待施設のご案内」（2014年4月版）パンフの表紙絵に「アジサイの小径」が使用[344]。
  - 平成26年夏号（2014/6月告知）※絵本「ジェイクと海のなかまたち」より[345]
  - 平成26年秋冬号（2014/10月告知）「星の郵便配達屋さん」[346]
- 月刊保育絵本「キンダーメルヘン」2008年3月号 フレーベル館　「かぜはどこから？」作・絵：葉祥明
- 「ぼん あみぃ」（幼稚園生向け雑誌「La qualite」別冊）
  - （号数等詳細不明、2009/2ブログにて情報公開）裏表紙に葉祥明作の絵本「イルカの星」の1ページが掲載[347]。
  - （号数等詳細不明、2009/11ブログにて情報公開）裏表紙に葉祥明作の絵本「イルカの星」の1ページが掲載[348]。
- 絵本と読みきかせの情報誌「この本読んで！」2012年春（42号）（2012/2/25）出版文化産業振興財団[349]
  - 表紙イラスト：葉祥明
  - 描き下ろし絵本「キリンさんに会いに」葉祥明[350]　※新作書き下ろし
- 夕刊讀賣新聞 2016年6月11日
  - 「いちまいの絵本」コーナー　「天上の大草原」作・葉祥明[351]
  - ※著名人の絵と文を掲載するコーナー。“熊本地震”の直後に依頼を受けたことで、熊本の復興と再生を祈った作品となった。
- ゼロからスタートEnglish Jリサーチ出版
  - 2016年10月号 Message from JAKE　ジェイクからのメッセージ[352]
  - 2017年1月号 Message from JAKE　ジェイクからのメッセージ[353][354] ※描き下ろし
  - 2019年4月号 Message from YOH SHOMEI　葉祥明からのメッセージ[355]
  - 2019年7月号 Message from YOH SHOMEI　葉祥明からのメッセージ[356]
  - 2019年10月号 Message from YOH SHOMEI　葉祥明からのメッセージ[357]
  - 2020年1月号 Message from YOH SHOMEI　葉祥明からのメッセージ[358]

### 連載

#### 連載中
- いちご新聞　サンリオ
  - 1975年4月創刊[359] の月刊誌。「心にAroma（アロマ）」コーナーにて連載中（※2021年2月号現在）。
  - いちご新聞には、1990年代から詩や絵を寄稿[360]。葉祥明とサンリオの関わりは1970年代から始まった[361]。
  - 連載
    - 「 いちごの王さまと詩の世界へ」2002年9月号[359][362]～2007年6月号
      - 読者から投稿された詩に、葉祥明が絵を付け、いちごの王様がコメントをつけてくれるというコーナー[363]。

    - 「幸せになるための・心のハーブ」2007年7月号～2015年10月号[359][360][364]
    - 「心にAroma（アロマ）」2015年11月号～[365]

  - トリビア
    - 2007年3月号には“葉祥明の描くキティちゃん”が掲載されたこともあった[366][367]。
- おはよう21　中央法規出版
  - 介護専門職の総合情報誌（月刊誌）[368]。
  - 「Life is…」コーナーにて連載中（※2022/2月号現在）。2018/8月の段階で20年以上掲載[251][369]。
  - 2018/9/10には葉祥明の連載部分が「Life is ……人生を彩る幸福のエッセンス」（詩画集）として書籍化[251]。（本：Life is......人生を彩る幸福のエッセンス）。

#### 不定期寄稿
- 月間保育絵本「こどものせかい」至光社
  - 1955年創刊の月間保育絵本で、キリスト教幼稚園、保育園で広く読まれている。作品の一部は絵本化されるだけでなく、翻訳本として海外出版されるケースがあり、葉祥明のデビュー作である絵本「ぼくのベンチにしろいとり」もこのケースである[370]。葉祥明の作品は、2018/12月時点で、少なくとも10巻以上で取り上げられている（国立国会図書館Webサイト検索情報より）。
  - 1973年に葉祥明の絵本に登場するキャラクター、白い犬の「ジェイク」が初めて登場したのがこの月刊絵本[2]。
  - 掲載
    - 第41巻第8号（1988）「ぼくのゆきんこ」文・絵：葉祥明
    - 第46巻第5号（1993/9）「てんしっているよ」文・絵：葉祥明
    - 第47巻第5号（1994/9）「かみさまからのへんじ」文・絵：葉祥明
    - 第47巻第12号（1995/4）「ちいさなイエス」文・絵：葉祥明
    - 第52巻第7号（1999/11）「ほしのひかったよる」文・絵：葉祥明
    - 第54巻第5号（2001/9）「てんしっているよ」文・絵：葉祥明
    - 第58巻第11号（2006/3）「ちいさなイエス」文・絵：葉祥明
    - 第60巻第11号（2008/3）「かみさまからのへんじ」文・絵：葉祥明
    - 第67巻第11号（2015/3）「かみさま　おてつだいしまーす！」文・絵：葉祥明[371]　※2015年4月号
    - 第69巻第11号（2017/3）「ひかりの　なかで」文・絵：葉祥明[372][373]　※2017年4月号
    - 第71巻第11号（2019/3）「かぜと　いっしょに」文：景山あき子、絵：葉祥明[374]　※2019年4月号

#### 休刊・終了
- いちごえほん　サンリオ
  - 「詩とメルヘン」のジュニア版として、1975年1月創刊、1982/7月号（最終号）まで出版された月刊誌[375]。責任編集：やなせたかし[376]。“こどもと、こどものこころをもつおとなのための”雑誌、と称されていた[377]。
  - 至光社から絵本を初めて出版したばかりの、当時24歳の葉祥明が、サンリオの本社に呼ばれ出向いたとき、編集長であるやなせたかしから声を掛けられ、「いちごえほん」「詩とメルヘン」の仕事をすることになった（最初は「いちごえほん」の仕事だったという）。[378][379][380][381]。
- 詩とメルヘン　サンリオ
  - 1973年創刊、2003年休刊の月刊誌（2007年に「詩とファンタジー」として復刊）。
  - 葉祥明がデビューまもなく、“責任編集長”であったやなせたかしから直接に執筆の依頼を受けたことで「いちごえほん」「詩とメルヘン」への寄稿が始まる[381][382][383]。葉祥明の絵がより多くの人に知られるようになったきっかけとして欠かせない雑誌という。葉祥明は1977年2月号に挿画を寄稿して以降、同誌の常連の一人となり、1981年3月、1990年8月には臨時増刊号「葉祥明の世界」が出版された[302]。
- 情報誌「リ・メンバー」　リ・メンバー出版
  - 2006/10月時点で休刊の情報誌[189]。
  - 葉祥明連載「ワールドインザライト」（連載期間など不明）[189]。
  - 2002/9/26には葉祥明の連載が加筆・修正され、「Re*Member （リ・メンバー）心の中にある大切なこと思い出そうよ」として書籍化された[189]。
- タウン情報誌「光が丘NOW」
  - 1988年創刊の、東京・練馬、光が丘IMAで配布していた無料のタウン情報紙（隔月誌、発行：株式会社新都市ライフ光が丘事業本部）
  - 葉祥明は2003年5-6月号[384]～2010年5-6月号まで表紙絵を連載[385]（紹介記事）。葉祥明の前には、もとくにこ、いわさきちひろも表紙を飾った[384]。
  - 2007年4月には、光が丘IMAホールのロビーにて、表紙絵に使用された葉祥明作品29点が展示された[384][386]。
- 季刊誌「さーぴすと」　穴吹工務店（現・株式会社大京穴吹建設）
  - 2006年春号～葉祥明が表紙絵を連載[387]。2007年秋号まで連載情報あり[388]。終了時期不明。

| - 「朝日小学生新聞」朝日新聞 2009/4/1～2009/9/30 - 「ぼくははちぞう」大型絵本シリーズ 毎週水曜、表紙面に描き下ろしで連載。 - ※2010年に絵本「はちぞうのぼうけん」として書籍化。 - 第一話「新しいいのち」 - 第二話「ぼくってだあれ？」 - 第三話「旅立ちのとき」 - 第四話「ヌーの水辺」 - 第五話「花畑のあらそい」 - 第六話「レディバードの森」 - 第七話「森の夕ぐれ」 - 第八話「オアシスのならず者」 - 第九話「迷いの森の住人」 - 第十話「夢の中で」 - 第十一話「人魚の海」 - 第十二話「ジュゴンのなみだ」 - 第十三話「花園のまぼろし」 | - 第十四話「エメラルドの沼」 - 第十五話「シマウマのうわさ」 - 第十六話「わすれじの丘」 - 第十七話「白い魔物」 - 第十八話「イルカの海」 - 第十九話「おいしい夢」 - 第二十話「ツノメドリの情報」 - 第二十一話「森の長老」 - 第二十二話「サバンナのあばれんぼう」 - 第二十三話「子ゾウのパルン」 - 第二十四話「奇跡のまえぶれ」 - 第二十五話「あかされたひみつ」 - 第二十六話「旅の終わり」 - 第二十七話「いのちの星」【最終回】 |

| - 「朝日小学生新聞」朝日新聞 2010/4/7～2010/10月 - 「ぼくははちぞう?～ちいさなねがいごと～」大型絵本シリーズ第2弾 毎週水曜、表紙面に描き下ろしで連載。「はちぞうのつぶやき」（短い一言）も掲載される。 - 第一話「ぼくって？」 - 第二話「ぼくときみ」 - 第三話「ひとり」 - 第四話「学ぶって？」 - 第五話「ゆるすって？」 - 第六話「心」 - 第七話「感覚って？」 - 第八話「言葉って？」 - 第九話「愛って？」 - 第十話「きそく」 - 第十一話「考える」 | - 第十二話 ※不明 - 第十三話「自由」 - 第十三話「自由」 - 第十四話「責任って？」 - 第十五話「想像力」 - 第十六話「夢」 - 第十七話「理想」 - 第十八話「変化」 - 第十九話「平和」 - 第二十話「怒り」 - 第二十一話「やさしさ」 - 第二十二話「素直さって？」 - 第二十三話「正直」 |

- 会員制音楽誌「The CD Club」ソニー・ミュージックダイレクト
  - 2011年1月号[439]～ 表紙イラストに使用、終了時期不明。※2011年12月号まで公式ブログに掲載あり（参考）
- 季刊誌「かるな」　浄土宗出版
  - 2011年春号[440]～2016年冬号[441] に、「詩・ひとひら」コーナーで絵と詩の連載（参考）。
- 会報誌「Herbaline」株式会社イオス コーポレーション（参考）
  - 2012/1月号～12月号で表紙の連載。
  - 2014/1月号～12月号で表紙の連載。

| - 「朝日小学生新聞」朝日新聞 2014/7～2015/1月 - 「名作の中のお菓子物語」毎週月曜に描き下ろしで連載。だれもが知っている世界の名作を取り上げ、その中で登場・イメージした“お菓子”を“今田美奈子”さんが再現し、葉祥明が物語のイメージを描く。 - 2015/10/2にはレシピ絵本「名作の中のお菓子物語」として書籍化された。 - 第一回「赤毛のアン」から”アンのイチゴのアイスクリーム” - 第二回「星の王子さま」から”星の王子さまのアイシングクッキー” - 第三回「ハイジ」から”ハイジのチーズケーキ” - 第四回「人魚姫」から”人魚姫の泡ゼリー” - 第五回「ピーター・パンとウェンディ」から”ピーター・パンのデコレーションケーキ” - 第六回「不思議の国のアリス」から”アリスのトランプ形キャンディークッキー” - 第七回「アラジンと魔法のランプ」から”魔法のじゅうたんパイ” - 第八回「ジャックと豆の木」から”ジャックと豆の木のチョコレートクランチバー” | - 第九回「大きな森の小さな家」から”母さんのアップルパイ” - 第十回「シンデレラ」から”シンデレラのカボチャのスフレ” - 第十一回「ガリバー旅行記」から”ガリバーのブレッドプディング” - 第十二回「クマのプーさん」から”プーさんのハニーバターキャラメル” - 第十三回「ピノッキオの冒険」から”ピノッキオのおかしなピッツァ” - 第十四回「白雪姫」から”魔女の焼きリンゴ” - 第十五回「オズの魔法使い」から”虹色ケーキ” - 第十六回「幸福な王子」から”幸福な王子の甘い宝石クッキー” - 第十七回「青い鳥」から”青い鳥の卵ウフ・ア・ラ・ネージュ” - 第十八回「雪の女王」から”雪の女王の氷のかけら” - 第十九回「クリスマス・キャロル」から”クリスマスプディング” - 第二十回「マッチ売りの少女」から”マッチ棒のプリッツェル” - 第二十一回「くるみ割り人形とねずみの王様」から”クルミとショウガのパンナコッタ” - 第二十二回「ヘンゼルとグレーテル」から”お菓子の家” - 第二十三回「白鳥の王子」から”エリサのバラのケーキ” |

- SAKIGAKE （魁）－福祉・教育・医療の現場からの主張－　有限責任中間法人さきがけ
  - 季刊、年4回発行。第4号（2005年～？）から葉祥明の絵と詩の連載開始[466][467]。
  - 「招待席～葉祥明の世界～」コーナーで連載（※2019年（春）42号現在）[468]。連載終了時期不明[469]。

## 関連書・その他の本
- 愛のデッサン―あざやかなめぐり逢い（1979/9、ASIN B000J8F6EI）PHP研究所 著：朝吹登水子ほか、絵：葉祥明
- 空で逢うとき（1980/11/28、ASIN B000J82QVO）PHP研究所 著：川西蘭、絵：葉祥明
- 小さな貴婦人（1981/7、ASIN B000J7WOKS）新潮社 著：吉行理恵 、絵：葉祥明
- 私の子育て論―こどもと私（1981/12、ISBN 406126768X）講談社 編：朝日新聞社会部 、絵：葉祥明
- 小ネコのリンちゃんは虹を渡る（1982/4、ASIN B000J7KKHM）サンリオ 著：みなかわ正明、絵：葉祥明
- いのち愛くしみ―タケ子の青春ノート（1982/4、ASIN B000J75XQU）清風堂書店出版部 著：沓脱タケ子、絵：葉祥明
- わんぱくサムの二都物語（1982/12、ISBN 978-4062000833）講談社 著：都倉俊一、絵：葉祥明
- 小学生をもつ両親へ（1983/1、ISBN 978-4837953692）三笠書房 著：デヴィッド・ルイス、絵：葉祥明
- 童謡のある風景（1984/7/10、ISBN 978-4098200672）小学館 著：鶴見正夫、絵：葉祥明
- 黒姫山つづれ暦（1985/6、ISBN 978-4103579014）新潮社 著：岡野薫子、絵：葉祥明
- らくらく刺しゅう―人気イラストレーター5人（1985/7）日本ヴォーグ社　デザイン：葉祥明、小渕もも、原田治、沢野ひとし、河村要助。人気イラストレーター5人のイラストを元にした刺しゅう作品をまとめた1冊。
- 星夜に帆をあげて―さつきさん物語（1986/7、ISBN 978-4163091105）文藝春秋 著：高樹のぶ子、絵：葉祥明
- 愛―結婚する二人に贈る聖書の言葉 (聖書のある生活)（1997/6、ISBN 978-4820272014）日本聖書協会 著：三浦綾子、絵：葉祥明
- 科学の中のスケープゴート（1997）須磨企画 著：田口未菜、絵：葉祥明　※ISBN不明。出版情報は、2012年原画展図録より。
- いま小学生とよみたい70の詩[470]
  - いま小学生とよみたい70の詩 1.2年（2001/3/1）たんぽぽ出版　著：水内喜久雄、表紙絵：葉祥明
  - いま小学生とよみたい70の詩 3.4年（2001/3/1）たんぽぽ出版　著：水内喜久雄、表紙絵：葉祥明
  - いま小学生とよみたい70の詩 5.6年（2001/3/1）たんぽぽ出版　著：水内喜久雄、表紙絵：葉祥明
- コーリング―それは、本当の自分に出会うための旅路だった（2001/10） ココロ　著：蓮村誠 、写真：葉祥明　アーユルヴェーダ医師が語る、本当の幸福とは…。
- 地球交響曲(ガイアシンフォニー)第四番イメージブック（2001/11/1）[471] サンマーク出版　著：龍村仁、特別寄稿：葉祥明
- 羽根の種子（2001/12、ISBN 978-4835530819）文芸社　著：銀波蒼、絵：葉祥明　※出版情報は、2012年原画展図録より。
- 生まれてきて、よかったね!―Dr.啓子の愛と笑いのクリニック（2001/12/25）サンマーク出版　著：越智啓子、表紙絵：葉祥明
- そばの実の空（2002/4、ISBN 978-4895443098）無明舎出版　著：小田原裕紀、絵：葉祥明　※出版情報は、2012年原画展図録より。
- 天命に生きる―人生のゴールデンルールをつかんだ人たち（2002/7/1）致知出版社　著：神渡良平、絵：葉祥明
- 世界でいちばん大切な孫に贈る15通の手紙（2003/1）PHP研究所　著：南和子、絵：葉祥明
- パンを耕した男―蘇れ穀物の精（2003/6/1）コモンズ　著：渥美京子、絵：葉祥明
- 夕日の中に見たものは（2003/7）文芸社　著：米岡ひろみ、絵：葉祥明
- 父さん、ぼくは父さんにさよならが言えるよ（2003/7/1）サンパウロ　著：田中真理子、絵：葉祥明。亡くなった父さんが死後の世界から地上の息子に切々と訴える。死とは何か、人が生まれ死んでいくとはどういうことか、家庭、親子、夫婦とは何か。死を受け入れ人生をいかに生きるかをテーマに書かれた物語。
- 本当の自分―幸せな生き方の発見（2003/9）ネットワーク「地球村」 著：高木善之、絵：葉祥明　筆者が、子育てや家族の話、悩みの解決、本当の幸せについて、心温まる話、思わず涙があふれる話83編の感動と気づきを書き綴ったエッセイ集。
- コーリング・アイアム―“私は…誰?”全てはこの謎めいた旧友の遺言から始まった。（2004/11/1）知玄舎　著：蓮村奮 、写真：葉祥明　前著「コーリング」とその後編。
- すこやかに育って―最愛のわが子に注ぐ母のこころ（2005/10/1）出版文化社　著：藤原美津子、絵：葉祥明
- 永遠という名の一瞬－A moment of eternity－（2006/11）eブックランド社　著：十和音響、絵：葉祥明
- 一遍の詩があなたを強く抱きしめる時がある（2007/3）[470] PHP出版　編集：水内喜久雄　葉祥明ほか、糸井重里、吉田美和、谷川俊太郎、宮沢和史、ビートたけし、江國香織、櫻井和寿、綾香、黒木瞳、など計50名の詩を掲載。「決して死なないでください」というメッセージを伝える。
- ともに生きる たとえ産声をあげなくとも（2007/6/1）[472][473] 中央法規出版 編：流産・死産経験者で作る-ポコズママの会、表紙絵：葉祥明
- ナイチンゲールに学ぶ家族ケアのこころえ（2007/10）素朴社　ナイチンゲールの「看護覚え書」からエッセンスを抽出し解説した本。監修：日野原重明、絵：葉祥明[474]
- スピリチュアル・ストーリーズ―天使がくれたおくりもの（2007/10/25）ハート出版 著：オリーブ・バートン、翻訳：近藤千雄、絵：葉祥明　著者の娘が産まれる前に、娘の守護天使が語った物語。
- がんだってルネッサンス（2007/11/28）[475] 中央法規出版　著：しえ&宍戸游子（俳優・宍戸錠の娘と妻）表紙イラスト：葉祥明
- 永遠という名の一瞬―だからぼくたちはいまここにいる（2007/12/11）[476] 徳間書店　著：十和音響、絵：葉祥明　※2006/11発行の同名書籍の文庫化。
- スピリチュアル・イングリッシュ―シルバーバーチで英語の力をつける･CD付き（2007/12/25）ハート出版　著：坂本英知、監修：近藤千雄、絵：葉祥明
- 絆の法則 (「セレンディップハート・セレクション」シリーズ) （2008/5/21）[477] 学習研究社　著：澤谷 鑛、表紙絵：葉祥明
- （新装版）子どものほめ方・叱り方（2008/6/21）PHP研究所　著：浜尾実、絵：葉祥明
- 結婚してください。（2009/5/29）[478] 河出書房新社　編集：全国プロポーズの言葉コンテスト 、表紙絵：葉祥明
- 子うさぎの時間―あなたに伝えたい子うさぎからのフォトメッセージ（2009/12）[479] 誠文堂新光社　文：鈴木理恵、写真：井川俊彦　葉祥明の絵が背景に使用された子うさぎのフォトブック。
- マーフィー聴きながら夢をかなえる（2010/3/19）[480] きこ書房　ジョセフ・マーフィー・インスティテュート編、表紙絵：葉祥明
- 浄信寺本堂再建のしほり（冊子）（2010/5）[481] 浄信寺本堂再建委員会　葉祥明の絵本「Call my name」から絵と詩を引用。
- ステキな詩に会いたくて～54人の詩人をたずねて～（2010/7/28）[482] 小学館　著：水内喜久雄　2007～2009年に中日新聞文化欄に連載されていた「詩と歩いて-私と詩人」の77回に及ぶ記事が一冊の本に。著者と葉祥明の交流が描かれている。
- 吉良町愛唱詩文集（2010/12/20）愛知県幡豆郡吉良町教育委員会
  - ※非売品。愛知県の中南部に位置する“幡豆郡吉良町”の教育委員会の方々が中心となって編纂した詩集に、葉祥明の詩が掲載。
  - 詩「生きているって……」葉祥明 （出典「子どもとよみたい 輝け！ いのちの詩」小学館）
- 人生の贈り物―四つの物語（2011/2/10）[483][484] かまくら春秋社著：今道友信、絵：葉祥明　世界的哲学者・今道友信が子どもと大人に贈る哲学のすすめ。
- 笑う門には福島来る（2011/8/2）[485] 燦葉出版社　著：渥美京子、表紙絵：葉祥明
- 花はなに色？-野上豊司 児童文学作品集-（2011/8/18）[486] 玄竜舎　著：野上豊司、表紙絵：葉祥明
- ママ事始め～現職保育園園長がつづった子育て指南書～（2013/6/23） 青踏社　著：豊永せつ子、表紙絵：葉祥明
- わたしたちの道徳 小学校三・四年（道徳用教科書 2014年度版、2014/2/26） 文部科学省
  - 葉祥明の詩「生きているって…」が100ページ目に掲載[487]（2010年出版の本「ステキな詩に会いたくて-54人の詩人をたずねて-」[482]（作：水内喜久雄）に掲載された詩）。
  - 参考：文科省HP「わたしたちの道徳　小学校3・4年」、PDF
- 濱田龍郎自選詩集「親愛なる十一人の友に捧ぐ」（2014/6/15）著：濱田 龍郎、絵：葉祥明[488]
  - ※出版記念パーティーに寄せた葉祥明のビデオレターの内容[489]
- 広い河の岸辺～The Water Is Wide～（2015/3/13）主婦と生活社　350年前のスコットランド民謡『広い河の岸辺～The Water Is Wide～』の訳者である八木倫明の初エッセイ。本文でも言葉が引用されている葉祥明が表紙絵を担当。
- 名作の中のお菓子物語（2015/9/29）朝日学生新聞社　著：今田美奈子、絵：葉祥明。世界の名作で書かれているお菓子や、お話からイメージされるお菓子を今田美奈子が特別なレシピで表現したレシピ絵本。葉祥明がお話のワンシーンを描いた。“朝日小学生新聞”で連載されていた作品・23話が一冊の本に。
- 楽譜「広い河の岸辺／思い出のサリーガーデン」
  - 葉祥明が表紙を書き下ろしたエッセイ本「広い河の岸辺」で引用された歌詞を訳した、八木倫明さん監修の、合唱用楽譜。
  - 混声三部/二部合唱 広い河の岸辺/思い出のサリーガーデン（2015/12/15）全音楽譜出版社　監修：八木倫明
  - 女声三部/二部合唱 広い河の岸辺/思い出のサリーガーデン（2015/12/15）全音楽譜出版社　監修：八木倫明
- 子どものための「いのちの授業」 (小児がんの亡き娘が教えてくれたこと) （2019/3/22）致知出版社　著：鈴木 中人、絵：葉祥明
- ライアー楽譜集『癒しの竪琴ライアーで弾く美しの里』（2020/7/20）ケイ・アイ・エム　著、 編集：発地美枝子 平川絵里子 黒石ひとみ、表紙絵：葉祥明

## 海外での出版
- イギリス
  - ぼくのべんちにしろいとり（Jake）[42] （1973/10、ISBN 0713614021）出版：A & C Black Publishers Ltd.（英ロンドン）
  - おばあちゃんだいすき（Another day tomorrow）（1975/9/11、ISBN 0713615664）出版：A & C Black Publishers Ltd.（英ロンドン）
- フランス
  - ぼくのべんちにしろいとり（Le chien et son oiseau）[42]（1973年、ASIN B06Y4VGXLV）出版：Editions du Cerf（仏パリ）
  - おばあちゃんだいすき（Une Fleur pour ma grand-mere）（1975年、ASIN B008RLTIXE）出版：Editions du Cerf（仏パリ）
  - くんくんきみだあれ（Domino et le phoque）（1991年、ISBN 2204043591）出版：Editions du Cerf（仏パリ）
  - いまも　どこかで…（Maintenant encore, quelque part ...）（1991年、ISBN 9782904292507）出版：Grandir (グランディール)社（仏）
  - ほしの　ひかった　よる（La nuit de l'etoile filante）（1992年、ISBN 9782204045995）出版：Editions du Cerf（仏パリ）
- スウェーデン
  - ぼくのべんちにしろいとり（En liten fågel och en stor hund）[42]（1973年、ISBN 9789171281388）出版：International Publishing Company（スウェーデン・エレブルー）
- イタリア　※参考[490]
  - イルカの星（Il pianeta dei delfini）（1997年、ISBN 8880930605）出版：il punto d'incontro（伊ビチェンツァ）
  - リトルブッダ（Piccolo Buddha）（1997年、ISBN 8880930729）出版：il punto d'incontro（伊ビチェンツァ）
  - 宇宙からの声（Messaggio cosmico）（1998年、ISBN 8880931253）出版：il punto d'incontro（伊ビチェンツァ）
  - ひかりの世界（Il mondo luminoso）（2000年、ISBN 8880931318）出版：il punto d'incontro（伊ビチェンツァ）
  - ジェイクと海のなかまたち（Amico oceano）（2000年、ISBN 8880931857）出版：il punto d'incontro（伊ビチェンツァ）[490]
  - クジラの海（Balene）（2000年、ISBN 8880932187）出版：il punto d'incontro（伊ビチェンツァ）
- ドイツ
  - いつか　あるとき…（Himmelsboot）（1988年、ISBN 9783804843448）出版：Friedrich Wittig Verlag（独ハンブルク）
  - いまも　どこかで…（Drachen fliegen）（1989年、ISBN 9783804843653）出版：Friedrich Wittig Verlag（独ハンブルク）
  - ほしの　ひかった　よる（Mein Weihnachtstraum）（1992年、ISBN 9783804844087）出版：Friedrich Wittig Verlag（独ハンブルク）
  - くんくんきみだあれ（Und wer bist du?）（1992年、ISBN 9783804844025）出版：Friedrich Wittig Verlag（独ハンブルク）
  - 空気はだれのもの？（Wem gehort die Luft?）（1992、ISBN 9783804844025）出版：Lappan Verlag（独）
- スロベニア
  - くんくんきみだあれ（Domino in tjulenj）（2000年、ISBN 9789616018869）出版：Epta（スロベニア・リュブリャナ）
- 中国
  - 大切なともだち Remember me（藏在角落的玩伴）（2001年、ISBN 9789576774560）出版：旗品文化（中国）　かんのゆうこ：著、葉祥明：イラスト
  - おつきさま（圆圆的月亮）（2007年、ISBN 9787508349503）出版：中国电力出版社（中国）　やすい すえこ：著、葉祥明：イラスト
  - 「おなかの赤ちゃんとお話しようよ」シリーズ（妈妈の爱系列绘本）
    - おなかの赤ちゃんとお話ししようよ（与肚子里的宝宝说说话）（2010/4/1、ISBN 9787543863064）出版：湖南人民出版社（中国）
    - 生まれた赤ちゃんとお話ししようよ（与刚出生的宝宝说说话）（2010年、ISBN 9787543863118）出版：湖南人民出版社（中国）
    - 生んでくれて、ありがとう（謝妳生下我）2010年、ISBN 9787543863088）出版：湖南人民出版社（中国）
    - 子どものこころを感じてみようよ（听, 孩子的心声）（2010/4、ISBN 9787543863057）出版：湖南人民出版社（中国）
    - 育ててくれて、ありがとう（谢谢您养育我）（2010年、ISBN 9787543863125）出版：湖南人民出版社（中国）

  - おひさま（太阳公公）（2011年、ISBN 9787508396767）出版：中国电力出版社（中国）著：やすい すえこ、絵：葉祥明
  - すずをならすのはだれ（是谁在摇铃）（2015年、ISBN 9787221126528）出版：贵州人民出版社（中国）[491]　安房直子・作、葉祥明・絵。
  - 読み聞かせ英語絵本「ジェイク」シリーズ[492]
    - 夢みるジェイク（小狗杰克梦中冒险）（2018年）出版：南海出版公司（中国）
    - 海辺のジェイク（小狗杰克海边漫步）（2018年）出版：南海出版公司（中国）
    - 星空のジェイク（小狗杰克星空旅行）（2018年）出版：南海出版公司（中国）
- 台湾
  - ※台湾と中国の書籍はいずれも中国語版だが、出版社が台湾の場合、台湾に分類した。
  - 「地雷ではなく花をください（サニー）」シリーズ
    - 地雷ではなく花をください（小桑尼的心願：不要地雷, 只要花）（1998/4、ISBN 9789573234784）出版：遠流出版（台湾）
    - 続・地雷ではなく花をください（小桑尼去柬埔寨：不要地雷, 只要花(二) ）（1998/4、ISBN 9789573234791）出版：遠流出版（台湾）

  - 窓をあけよう（抬頭看看天空）（2001年、ISBN 9789578158054）出版：維京國際出版（台湾）
  - 風にきいてごらん（詩集）（聽聽風怎麼說）[187]（2001年、ISBN 9789578158061）出版：維京國際出版（台湾）
  - 「おなかの赤ちゃんとお話しようよ」シリーズ
    - おなかの赤ちゃんとお話ししようよ（聽天使在唱歌）[492]（2001年、ISBN 9789570451436）出版：臺灣廣廈出版（台湾）
    - 子どものこころを感じてみようよ（听听孩子的心声）（2005/9、ISBN 9789868146709）出版：巨河文化出版（台湾）

  - ゴンダールのやさしい光（剛達爾溫柔的光）（2004/7、ISBN 9867819845）出版：玉山社出版（台湾）
- 韓国
  - リトルブッダ（리틀 붓다）（1998/5、ISBN 8939602358）出版：눈열린교육（韓国・ソウル）
  - イルカの星（돌고래 별）（1998/5、ISBN 8939602455）出版：눈열린교육（韓国・ソウル）
  - ちいさなサンタさん（리틀 산타 클로스）（1998/5、ISBN 8939602552）出版：눈열린교육（韓国・ソウル）
  - ジェイクのむぎわらぼうし（바람에 날아간 밀짚모자 : 제이크의 자연 사랑 이야기）（1998/8、ISBN 8931900716）出版：지경사（韓国・ソウル）
  - 森のささやき（숲의 속삭임）（2001/8、ISBN 8989432006）出版：정인출판사（韓国・ソウル）
  - ジョンのふしぎなたび（신기한 영혼 여행）（2001/9、ISBN 8984971103）出版：태동출판사（韓国・ソウル）
  - ゴンダールのやさしい光（곤다르의 따스한 빛）（2004/2、ISBN 9788934914303）出版：김영사（韓国・坡州）
  - イルカの星（돌고래 별）（2004年、ISBN 9788956030432）出版：한국 프라임 Han'guk P'ŭraim（韓国・京畿道軍浦市）
  - オレンジいろのペンギン（오렌지 펭귄）（2006/4、ISBN 8956924198）出版：깊은책속옹달샘（韓国・ソウル）
  - 世界は1つの生命からはじまった（세상은 하나의 생명에서 시작되었다）（2006/5/30、ISBN 9788991762268）出版：지식의숲（forest of knowledge）（韓国・ソウル）著：村上和雄、葉祥明
  - あおいしか（푸른 사슴）（2007/3、ISBN 9788956925042）出版：깊은책속옹달샘（韓国・ソウル）
  - しろいおおかみ（하얀 늑대）（2007/4、ISBN 9788956925059）出版：깊은책속옹달샘（韓国・ソウル）
  - おひさま（고마워요, 해님!）（2007/4、ISBN 8992111290）出版：푸름이닷컴（韓国・高陽市）著：やすい すえこ、絵：葉祥明
  - ホワイトウルフの教え（하얀 늑대）（2007/4、ISBN 9788956925059）出版：깊은책속옹달샘（韓国・ソウル）
  - おなかの赤ちゃんとお話ししようよ[493]
  - 生まれた赤ちゃんとお話ししようよ[493]
  - 子どものこころを感じてみようよ[493]
- カンボジア
  - アジアのこころ（The heart of Asia = Pehtūn Qāsī）（2000）出版：Bhnaṃ Beñ、UNESCO（カンボジア）[494] ※ISBN等不明。出版情報は、2012年原画展図録より。
- ベトナム
  - アジアのこころ（2000）出版：UNESCO（ベトナム）※ISBN等不明。出版情報は、2012年原画展図録より。

## DVD・ビデオ
- 葉祥明の世界Vol.1（※VHSビデオ）（1991/2/25、ASIN B00005EKFY）ファンハウス　1本　27分。
  - 音楽: 吉川忠英
- ジェイクの贈り物（※VHSビデオ）（1997/11/21、ASIN B00005GZ7I）ビクターエンタテインメント　1本　18分。
  - 音楽: 大島ミチル、ナレーション: 斉藤由貴
- LANDSCAPE FANTASY ~葉祥明の世界~（2003/8/5、ASIN B0000A4HZ6）メーカーオリジナル　DVD1枚、40分。
  - 葉祥明のイラストレーションの世界を最新CG技術で演出[495]。
- ぼくは はちぞう（2005/4/20、ASIN B0007VLWFO）ポニーキャニオン　DVD1枚、35分。
  - “はちぞう”の心暖まる物語をアニメ化。全7話に加え、特典として葉祥明のインタビューなども収録。
- 白い犬のジェイク（2005/5/18、ASIN B0008JH4ZC）ポニーキャニオン　DVD1枚、45分。[496]
  - 「白い犬のジェイク」をCGアニメーション化、物語全6編を収録。
- 天使のこえをきかせてよ（2005/12/21、ASIN B000BV7VE6）asu-one entertainment　DVD1枚、35分。[497]
  - お母さん、お父さんへお腹の赤ちゃんとのコミュニケーションを提案する胎教DVD。
- 画ニメ 葉祥明美術館 LINE（2006/8/1、ASIN B000GYHQW0）ビデオメーカー　DVD1枚、24分。[498]
  - 葉祥明の油絵作品を、映像作家・中井庸友が「画ニメ」として映像化。
- 白い犬のジェイク～ジェイク空へ!～（2006/11/15、ASIN B000HOL8H8）ポニーキャニオン　DVD1枚、35分。
  - 葉祥明の幻想的な世界観をアニメ化したファンタジー。オリジナルショートストーリー7話を収録[499]。
- 奇跡をさがして～Poppy's Gift～（2011/9/23、ASIN B000HOL8H8）ポニーキャニオン　DVD1枚、76分。[500][501]
  - 2003年の同タイトルの絵本の映像化。葉祥明の絵に、著者の吉武祥子の朗読、あらい舞の音楽。
  - 特典映像として、2009年に大阪ドーンセンターで行われた講演会の対談映像、および葉祥明の詩の朗読が付属。
- 地球のみんな・Walking Tour（2013/5/31、ASIN B00ECD8YEA）Eyes Project　CD1枚、32分。DVD1枚、約5分。[502][503]
  - 「地球のみんな」は、東日本大震災で被害を受けた東北の養護施設の子供達とのふれあいを通して生み出された曲。
  - DVD「WALKING TOUR」は、2002年8月にネット上で公開され200万以上のアクセスを記録した“sapara”制作の“死別”をテーマにしたFlashアニメ作品。
  - 音楽：黒石ひとみ、ムービー：sapara、イラスト：葉祥明
- Healing Heart ～心の風景を求めて～（2014年）北鎌倉葉祥明美術館　DVD1枚、32分。
  - 葉祥明の代表的な作品58点を映像作家“小川翔平”がビジュアル化、音楽は“MASAYA”。特典映像として熊本市現代美術館での原画展に出品された映像｢COSMIC MESSAGE｣も収録 。※葉祥明美術館店頭とNETSHOPのみでの発売。[504][505]

## CD
※CDのジャケットやブックレットのイラストを作成。
- MOON TALK（1993/10/20）ウォン・ウィンツァン、ジャケットイラスト：葉祥明。CD1枚、49分。[506][507]
- Furano Holy Hill（1998/6/18）浜田均、ジャケットイラスト：葉祥明。CD1枚。[508][509]
  - 詩画集 「Furano Holy Hill」に関連して作成されたCDで、葉祥明の富良野の絵を題材に曲やタイトルが付けられている[246]。
- 光の森（1999/8/5）苫米地義久、ジャケットイラスト：葉祥明。CD1枚、43分。[510]
- Star Light Healing -collection-（2000年）神山純一、ジャケットイラスト：葉祥明。CD1枚、43分55秒。
  - 日本ヒーリングリラクゼーション協会推薦。葉祥明の詩の朗読にも使用される、静かな優しい音楽。[511]
- NOTES OF TREES（2000/5/25）DELTA、ジャケットイラスト：葉祥明。CD1枚。[512][513]
- LEGEND OF PEACH VALLEY 美しの里（2001/10/3）音楽：黒石ひとみ、ジャケットイラスト：葉祥明。CD1枚、48分。[514]
  - 葉祥明がMIHO MUSEUMを訪ねて製作した絵本「美しの里」からのサウンド・イメージアルバム[514]。
- 美しの里 ～THE WORLD OF BEAUTY～（2002/5/3）　音楽：黒石ひとみほか、ジャケットイラスト・作詞：葉祥明。CD1枚。[515]
  - 葉祥明がMIHO MUSEUMを訪ねて製作した絵本「美しの里」からのサウンド・イメージアルバム[515]。
- ブルー・バード・ブルー（2005/2/1）　音楽：黒石ひとみほか、ジャケットイラスト・詞：葉祥明。CD1枚、52分。[516]
  - 葉祥明の絵本「クレストンの青い鳥」にインスパイアされて出来た、黒石ひとみのアルバム。[516]
- 美しの里～四季～（2008/1/20）　音楽：黒石ひとみほか、ジャケットイラスト：葉祥明。CD1枚、52分。[517]
- 音楽朗読劇「はちぞうの不思議な旅」オリジナルソング＆サウンドトラック（2011/1/22公式ブログ発表）[518][519]
  - ジャケットイラスト：葉祥明、サウンドプロデュース：吉野ユウヤほか、レーベル：ASU-ONE ENTERTAINMENT CO.,LTD & from30 INC
  - 朗読音楽劇「はちぞうの不思議な旅」で歌われている楽曲がCDに。
- The Great Story of Little Tree（2011/2/12）音楽：シーラほか　ジャケットイラスト：葉祥明。CD1枚。
  - 葉祥明の絵本「リトル・ツリー」から生まれた舞台「リトル・ツリー」で歌われている楽曲の中から、4タイトル。[520][521]
- 海のトワイライトゾーン（2011/7/31）音楽：黒石ひとみほか、ジャケットイラスト：葉祥明。CD1枚、56分。[522][523]
  - NHKBSプレミアで放映された「海のトワイライトゾーン」サントラCD。
  - 北鎌倉葉祥明美術館館長の堀内重見もギタリストとして参加。
- 井出まさお　はっぴょうかい　音楽劇「はちぞうの不思議な旅」 （2011/2/15ブログ情報公開）[524]　イラスト・原作：葉祥明、作詞：室生あゆみ、作・編曲：吉野ユウヤ
- アイノコトバ（2012/6/20）音楽：松尾貴臣、ジャケットイラスト：葉祥明。※メジャーデビューCD CD1枚、30分。[525]
- もっと素敵になるために（2013/12/21）　音楽：黒石ひとみ　ジャケットイラスト・詩：葉祥明。CD1枚、57分。[526][527]
  - 付属：葉祥明の絵と言葉カード12枚、卓上カード立て、巻帯内側に“妖精の棲む森”のイラスト付き。
- 濱田龍郎作詞作品集～私の人生～（2014/10/13ブログ情報公開）音楽：大庭照子、ジャケットイラスト：葉祥明。
  - 2014/6月に発売された本「濱田龍郎自選詩集『親愛なる十一人の友に捧ぐ』」に曲と歌を付けてCD化[528]。
- ライアーで聴く美しの里（2017/3/18）　演奏：リラ・コスモス　ジャケットイラスト：葉祥明。CD1枚、67分。[529]

## PCソフト
- Hearts On Now－葉祥明の世界（FDマルチメディアマガジン）（1995/12/10、ISBN 978-4-88734-301-6） 株式会社DOME
  - Macintosh Mac漢字Talk7.5以降 FDフロッピーディスク2枚組のソフト[530]
  - 葉祥明の絵のスライドと共に、百人一首の歌が表示される[531]。

## 作詞
- MIHO美学院（滋賀県甲賀市、2012年開校）の校歌を作詞[532]。
  - MIHO美学院校歌（作詞：葉祥明、作曲：黒石ひとみ）（※視聴可）
  - MIHO美学院校歌が出来るまで
- 作曲家・吉田佐由子の曲「小さな祈り～My Little Prayer～」を作詞（2019年7月）[533]。
  - 動画「小さな祈り～My Little Prayer～」 歌：Anne、作詞・絵：葉祥明、作曲・ピアノ：吉田佐由子

## 舞台
※葉祥明の作品を原作とした舞台。
- 音楽朗読劇「リトル・ツリー～」[534]
  - 葉祥明 原作（文・絵）の絵本「リトル・ツリー」を舞台化。2010年4月初演[535]。
  - 企画＆演出…白峰優梨子、脚色…中川千英子、作詞…シーラ、作曲＆編曲＆演奏…吉田佐由子、ほか
  - 公式ホームページ
- 音楽朗読劇「はちぞうの不思議な旅」
  - 原作：絵本「はちぞうのぼうけん」原案・絵：葉祥明、文：室生あゆみ
  - 初演出演者：山本琴乃（Heavenly Wave Music）、上村典子（青二プロ）、勝部祐子（イッツフォーリーズ）、龍波しゅういち（IOSYS）、舟見和利（studio life）等
  - 北鎌倉葉祥明美術館での初演：2010年7月・8月、一般劇場での初演：2010年12月[536]（参考）

## 講座
- 「～葉祥明の世界を描こう～パステルシャインアート講座」が2011年より開催（主催：JPSAA日本パステルシャインアート協会）。（参考）
  - ※パステルシャインアートは江村信一が開発したメソッド。講座は“葉祥明の絵をお手本に、葉祥明の絵を表現してみる”というコンセプトで、葉祥明自身は講座には関わっていない。

## その他
- Web企画
  - Yahoo! JAPANの特集サイト「平和のはな」（2013/8/6～8/16に掲載）。
    - 「もし自分がこの時代に生まれていたら」というテーマで、葉祥明が詩・画を描き下ろし[537][538][539]。
    - 毎年8月に戦争と平和について考える特集。

## デザイン等に採用
※葉祥明ショップの公式グッズ等は除く ※公式サイト・ブログ等で情報を得られる、主に2006年以降のもののみ
- 1983年 小田急電鉄の「小田急2600形電車」の電車ラッピングに葉祥明の絵が採用（1983年に走行していた）[540]。
  - （旧向ヶ丘遊園のフラワーショーのキャンペーンとして塗装、1983年のフラワートレイン2次車）
- 1989年1月 日本フィルハーモニー交響楽団 第113回名曲コンサートのチラシ[541]
- 1991年 郵政省「かもめーる」に挿絵が使用[542]。
- 1992年 郵政省「ふみの日記念切手」にメインキャラクターの “JAKE” が採用[42]。
- 1995年 西鎌倉幼稚園 創立25周年記念誌の表紙に、“ジェイク”が採用[543]。
- 1999年 郵政省「はあとめーる」に挿絵が使用[42]。
- 2002年 「ゆうせい九州 Vol.100」2002年9月号（旧・九州郵政局発行）の表紙に「星の郵便配達屋さん」が採用[346]。
- 2004～2014年 企業カレンダー（テルモ）[544]（紹介記事）
- 2004～2007年？ 企業カレンダー（中央三井信託銀行）[545]
- 2005年6月 葉祥明の絵が電車ラッピングされた小田急電鉄「小田急2600形電車」（1983年走行）が、“小田急電鉄スペシャル・プラレール”として限定発売[540][546]。
- 2007年 「ルーテル学院大学」学校案内パンフレットに、白い犬のキャラクター“ジェイク”や葉祥明の絵が採用[547]。
  - 特製ポストカードも制作された[548]。
  - 2007年版以降、継続的に葉祥明の絵が採用されている（参考記事）
- 2007年11月 聖園女学院（神奈川県藤沢市）のマリアホールに、葉祥明の作品「雲上のマリア様と天使達」が陶板焼き付けの壁画として設置[549][550]。
- 2007年11月 熊本犯罪被害者支援センター、クリアファイル、カードに絵が使用[551]。
- 2007年12月 「ルーテル学院大学」門周辺の空間デザインコンセプトを提案。[552]
- 2008年4月 熊本県「ノーマイカー通勤デー」告知チラシに葉祥明のイラストが採用（絵本「パラダイスゆき9番バス」の表紙絵から引用）[553]。
- 2008年4月 トートバッグ、ROOTOTE(ルートート)の企画「The Artists Who Love Mickey & Minnie」（ミッキーマウスとミニーマウスに想いを込めたオマージュ企画、64組のアーティストが参加）に参加。葉祥明のミッキーの描き下ろしイラストにてトートバッグが作成される[554][555]。
- 2008年5月 ROOTOTE(ルートート)のトートバッグに葉祥明のイラストが使用[556]。2009年5月新商品[557]。
- 2008年6月 熊本第一信用金庫の「エこころ定期預金」（商品告知チラシ）に、葉祥明のイラスト（草原の飛行船）が使用[558]。
- 2008年9月 出版社「日本標準」のクリアファイルに葉祥明のイラストが使用[559]。
- 2008年 肥後銀行（熊本県）のグッズ（小皿、小皿ケース、ハンカチタオル）に“ジェイク”が使用。[560][561]
- 2008年11月 熊本第一信用金庫 帯山支店、壁面に葉祥明の絵を配置[562]。 地図：熊本第一信用金庫 帯山支店
- 2008年12月 菓子メーカー「フジバンビ」の「阿蘇ジャージー牛乳 ドーナツ棒」のパッケージに、葉祥明のイラストが採用[563]。
  - フジバンビ　商品開発物語　阿蘇ジャージー牛乳ドーナツ棒物語　※葉祥明との対談
  - フジバンビ　CMギャラリー 「阿蘇ジャージー牛乳 ドーナツ棒」15秒（動画）　※ジェイクのアニメCM。
- 2009年1月 冊子「子育てで 迷いやいらだちを感じたら」（東京法規出版）に葉祥明のイラスト使用[564]
  - 厚生労働省の政策「次世代育成支援対策推進法」の支援を目的に制作された冊子。
- 2009年4月（情報公開） 映画「子供の情景」（監督：ハナ・マフマルバフ）チャリティ・ポストカード（葉祥明などアーティスト5名による）。売上金全額が「セーブ・ザ・チルドレン・ジャパン」の活動費にあてられる。[565]
- 2009年5月 「第41回慈善茶会」ポスター・チラシ（社団法人 鎌倉青年会議所）に葉祥明の絵が使用[566]。
- 2009年5月 パンフレット「リウマチの栞（しおり）」執筆・編纂：独立行政法人 国立病院機構 大阪南医療センター　田辺三菱製薬株式会社
  - 葉祥明の描き下ろしイラスト使用[567]。
- 2009年12月 「くまもと九条の会」のポスターに葉祥明の絵が使用[568]。
- 2010年4月 日本ユニセフのポストカードにジェイクが使用[569]。
- 2010年6月 熊本市交通局[570]
  - パンフレット（「市電・市営バス」）に、絵本「空気さん ありがとう」から“ジェイクと空気の精”のイラストが使用。
  - 電車・バス共通カードの「To熊カード（ツーユーカード）」に、熊本市内の様子を描いたジェイクや熊本城などのイラストが使用。
- 2010年7月 プラハチェロファミリー・初来日チャリティーコンサート ～平和への祈り・核のない未来へ～のチラシ[571]
- 2010年11月 栃木県出版文化展　葉祥明イラストのブックカバー[572]
- 2010/12/16 冊子「命を守るために あなたが できること」東京法規出版[573]
  - 監修：高橋祥友（防衛医科大学校 防衛医学研修センター 行動科学研究部門 教授）
  - 市町村役場などで配布される自殺予防の冊子。葉祥明のイルカなどのイラストが使用。
- 2011年2月 大阪市こども相談センターの「告知カード」に“ジェイク”が使用（絵本「ジェイクの麦わらぼうし」から）[574]。
- 2011年6月 アムネスティ・インターナショナル、ポストカードに絵が使用[575][576]。
- 2011年6月 ゆうあいクリニック機関誌「ゆうあい通信」創刊号に葉祥明の絵が使用[577]。
- 2011年6月 「震災後のセルフケアカード」（ルーテル学院大学 人間成長とカウンセリング研究所）にキャラクター“ジェイク”が使用[578]。
- 2011年8月 「東日本大震災ルーテル教会救援」の活動のグッズにキャラクター“ジェイク”が使用[547]。
- 2011年8月 「世界難民移住移動者の日」ポスター2011年版　日本カトリック難民移住移動者委員会[579]
- 2011年10月 ゆうあいクリニック機関誌「ゆうあい通信」2011年 2号、表紙絵に「妖精の棲む森」が使用[580]。
- 2012年2月 熊本市 ガイドブック「政令指定都市移行に伴うお知らせ」[581]
  - 裏表紙に葉祥明の熊本城の絵を使用。
  - 「葉祥明さんがイメージする自然豊かな熊本市」「葉祥明さんは、熊本市出身の絵本作家で、今年、画業40周年を迎えられます。」「熊本市は「日本一暮らしやすい政令指定都市」をめざします。」
- 2012年6月 第20回日本乳癌学会学術総会・セミナーとシンポジウムのチラシ　主催：日本化薬株式会社
  - 葉祥明の絵「Highlandscape」が使用[582]。
- 2012年9月 徳島県・東みよし町のうちわに葉祥明のイルカのイラストが使用[583]。
  - 2010/12月の東京法規出版が企画の冊子「命を守るために あなたが できること」からの転用で、自殺予防を啓蒙するもの。
- 中華牙医学会記 2012年NO.228（台湾、歯科学会機関誌）（2012/9/28ブログにて情報公開）　葉祥明のファンである台湾の歯科医が、学会機関誌の背景に葉祥明の絵を使用[584]。
- 「世界難民移住移動者の日」2012年版　日本カトリック難民移住移動者委員会
  - 2012年10月 ポスター・チラシ
    - 詩画集「静けさの中で」より、マザーテレサにかけよる子ども達のシーンのイラストが使用[585]。

  - 2013年1月 B5版クリアファイル
    - 詩画集「静けさの中で」より、マザーテレサを描いたイラストが使用[586]。
- 2012年10月 公益社団法人「くまもと被害者支援センター」の一筆箋に、葉祥明のイラスト「妖精の棲む森」が使用[587]。
- 2012年11月 日本オーガニックコットン協会による「アーティストTシャツ展」に参加。葉祥明デザインのオーガニックコットンＴシャツが作成される[588][589][590]。
- 2012年11月 販促用カレンダー（至光社） 他の作家の絵と共に“ジェイク”が使用[591]。
- 中華牙医学会記 2012年NO.229（台湾、歯科学会機関誌）（2012/12/4ブログにて情報公開）　2012/9月に引き続き、台湾の歯科医が、学会機関誌の背景に葉祥明の絵を使用[592]。
- 2013年1月 クリアファイル「こころ、元気ですか？」東京法規出版
  - 市町村役場などで配布される自殺予防のグッズ。葉祥明のイラストが使用[593]。
- 2013年1月「第56回日本糖尿病学会 年次学術集会」の告知ポスターとチラシ
  - 描き下ろしイラスト（宇宙から見た地球、阿蘇、熊本城）が使用[594][595]。
- 2013年5月 世界救世教いづのめ教団の教団広報誌「光明」2013年6月号
  - 記事の挿絵に葉祥明の、絵本「美しの里」より「慈しみの丘」が使用[596][597]。
- 2013年6月 ヨーロッパで行われた「TOSHIBA」展示会ブースに、葉祥明作品の「LOVE THE EARTH」が使用[598]。
- 2013年8月 九州学院高等学校 学校案内パンフレット（2014年版）に葉祥明描き下ろしの作品「夢の学校」が使用[599][600]。
- 2014年4月 医療法人 森高脳神経外科クリニック（福岡県）パンフレットに、「緑のポプラ並木」が使用[601]。
- 2014年7月 ジェイクのしおり（自殺予防グッズ）　東京法規出版[602]
  - 気づき（こころのSOSを見逃さない）－毎年およそ3万人が命を絶っています
  - 傾聴（共感）（相手の話に耳を傾けよう）－けっしてひとりではない、と伝えましょう
  - つなぎ（相談窓口につなげよう）－あなたは命を守るネットワークの一員です
  - 見守り（見守りで大切な命を守ろう）－こころをつなぎ合い、大切な命を守りましょう
- 2014年11月 「第57回 熊本県図画工作・美術教育研究会（熊本大会）」のチラシに、葉祥明の熊本城のイラストが使用[603]。
- 2014年12月 平成26年度 人権週間講演会（福岡県・福岡県教育委員会・（公財）福岡県人権啓発情報センター主催）のチラシに葉祥明のイラストが使用[604]。
- 2015年3月 冊子「ふっくらん・ほっとかん わくわく＆うるうるメッセージ集～川柳・三行詩～」（熊本県主催、「熊本県民みんなで妊娠・出産・子育てを考える」プロジェクトの一環として、県民から川柳・三行詩を募集し、その入賞作品を冊子にしたもの）の、最優秀賞（ハーシェル恵美）の三行詩に、葉祥明が"高原で元気に遊ぶ子供たち"の絵を描き下ろし[605]。
- 2015年4月 ゆうあいクリニック機関誌「ゆうあい通信」2015年9号、表紙絵に「アッシジの夜明け」が使用[606]。
- 2015年5月 第16回 日本死の臨床研究会 中国四国支部大会（島根）のチラシに葉祥明のイラストが使用（葉祥明は基調講演も行う）[607]。
- 2015年5月 聖イエス会 会報誌「ぶどうの樹（じゅ）」No.712に、絵本「アンネのバラ」で描いた挿絵が使用[608][609][610]。
- 2015年8月 「第20回記念 日本緩和医療学会学術大会＜2015＞」の告知ポスターに葉祥明がイラスト描き下ろし[611]。
- 2015年8月 第47回 石井方式「夏期指導者研修会熊本大会」2015年大会パンフレットに、葉祥明の「熊本城と阿蘇」が使用[612]。
- 2015年10月 ゆうあいクリニック機関誌「ゆうあい通信」2015年10号、表紙絵に「夕陽色の絵の具」が使用[613]。
- 2015年12月 熊本県立図書館パンフレットに、葉祥明のイラストが使用[614]。
- 2016年4月 ゆうあいクリニック機関誌「ゆうあい通信」2016年11号、表紙絵に「Happy Friendship」が使用[615]。
- 2016年8月 「PETサマーセミナー2016 in 熊本」（日本核医学会PET核医学分科会）
  - ポスター、チラシ、HPなどに葉祥明の絵「トスカーナの丘」が使用[616]。
- 2022年4月 株式会社サンリオが、同社の雑誌『詩とメルヘン』で活躍した作家の作品を商品化。第一弾として葉祥明他の作品のＴシャツを、Amazonで発売[617]。

### AAR（難民を助ける会）のグッズ
- サニーちゃん　チャリティーグッズ各種[618]
- サニーちゃん　チャリティーチョコレート（六花亭）[619][620]
- サニーちゃんライフマスターカード[621]
- 年賀状[622][623][624][625]

### 全国童謡歌唱コンクールポスター
- 2007年度 第22回 葉祥明「はちぞう」の絵が使用[626]。
- 2008年度 第23回 葉祥明「ジェイク」の絵が使用[627]。
- 2009年度 第24回 葉祥明「ジェイムズ（絵本「オレンジいろのペンギン」の主人公）」の絵が使用[628]。
- 2010年度 第25回 葉祥明「ジェイク」の絵が使用？[628]。
- 2011年度 第26回 葉祥明の作品が使用[629]。
- 2012年度 第27回 葉祥明の作品が使用[630]。
- 2014年度 第29回 葉祥明「ジェイク」の絵が使用[631]。
- 2015年度 第30回 葉祥明の作品が使用[632]。
- 2018年度 第32回 葉祥明の作品が使用[633]。

### 教科書表紙・挿絵
- 日本書籍『小学国語』（昭和58年）、全家研『ひろいこころ』（昭和63年）、東京書籍『新しい音楽』（平成20年）[634][635][636][637][638]、大阪書籍「小学国語　四年上」（平成4年～平成11年度）[639] 等多数
- 熊本県 道徳用教材（副読本）「熊本の心」小学生～中学生用、平成24年度[640]